# Irán
Irán (perzsául: ایران), hivatalos nevén az Iráni Iszlám Köztársaság (perzsául: جمهوری اسلامی ایران), a nemzetközi diplomáciában gyakran perzsa államként vagy síita államként hivatkozott, régebbi elnevezéssel Perzsia, közel-keleti ország Délnyugat-Ázsiában. 
Területe Magyarországénak több mint 17-szerese.
A hatalmas ország rendkívül változatos mind természeti területeit, mind népeit tekintve. Multikulturális ország, számos etnikai, nyelvi és kulturális csoporttal. A népesség több mint felét adják a perzsák; jelentős etnikai kisebbségek pedig az azeriek és a kurdok.
Domborzata nagyrészt hegyvidéki, a csúcsai Eurázsia legmagasabbjai közé tartoznak. Területén az eurázsiai, arab és indiai lemezek találkoznak, így az ország hajlamos a földrengésekre. Nyugati és északi részei nedvesebb és sok helyen erdőkkel borított, míg a keleti és déli régiók félsivatagosak vagy sivatagosak.
Irán a világ egyik legrégebbi civilizációs bölcsője. A médek által egyesített területből az ókorban egy hatalmas birodalom alakult ki, a Perzsa Birodalom, amely Kelet-Európától az Indus völgyéig terjedt, továbbá a zoroasztriánus egyistenhit legfontosabb központja volt. 
A 7. századi arab-muszlim hódítás Irán iszlamizálódásához vezetett, amely az iszlám aranykorában számos művészethez, tudományhoz és filozófiához járult hozzá. A Szafavida-dinasztia a 15. században ismét egyesítette Iránt és hivatalos vallássá  tette a síita iszlámot. A 18. században Irán nagyhatalommá vált Nádir sah vezetésével. A Kádzsár-dinasztia dinasztia másfél évszázadon keresztül stabilizálta a hatalmat azáltal, hogy erőteljesen ellenállt a britek és oroszok gyarmatosítási kísérleteinek. Az iráni forradalom után 1979-ben megdöntötték a monarchiát, és Ruholláh Homeini létrehozta az Iráni Iszlám Köztársaságot, és az ország első legfelsőbb vezetője lett.
Irán regionális és középhatalom, geopolitikailag stratégiai elhelyezkedéssel az ázsiai kontinensen, ahol a legfőbb irányítás egy autokratikus „legfelsőbb vezető” kezében van. A kormány tekintélyelvű és széleskörű kritikát kapott az emberi jogok és a polgári szabadságjogok jelentős megsértése miatt. A média szabadsága erősen korlátozott, a híreket és az elemzéseket erősen cenzúrázzák. A más vallásúakat, köztük a szunnita muszlimokat is akadályozzák a vallásgyakorlásban; a bahái híveit üldözik.
Irán a síita iszlám központja a Közel-Keleten, ellensúlyozva a régión belül régóta fennálló arab szunnita hegemóniát. A közel-keleti ügyek egyik legnagyobb szereplőjének számít; a kormánya közvetlenül vagy közvetve részt vesz a mai közel-keleti konfliktusok többségében. Külpolitikája megosztó, amelyet számos régiós, síita iszlamista militáns csoport támogatása jellemez. Gyakran tartják Izrael legnagyobb ellenfelének, amellyel 2024-ben katonai konfliktusa lett. 2025 júniusában Izrael légicsapásokat indított Irán-szerte, nukleáris és katonai létesítményeket célozva és megölve Irán katonai vezetésének magas rangú tagjait. Irán rakétacsapásokkal válaszolt és háború alakult ki a két ország között.
Természeti erőforrásai jelentősek; hatalmas fosszilis tüzelőanyag-tartalékokkal rendelkezik, az OPEC-tagok között az egyik legnagyobb kőolajkészletekkel és a világ egyik legnagyobb földgáz- és kőolajkitermelésével.

## Neve
Noha az országot a helyiek már legalább az Akhaimenida-időszak óta Iránként is ismerik, nyugaton 1935-ig csak a Perzsia elnevezéssel illették. 1959-ben Mohammad Reza Pahlavi iráni sah bejelentette, hogy mindkét megnevezés használható. A Homeini ajatollah vezette 1979-es forradalmat követően az ország hivatalos neve Iráni Iszlám Köztársaság (perzsául: جمهوری اسلامی ایران) lett, amely államformája szerint teokratikus (iszlám) köztársaság.
Az Egyesült Nemzetek Szervezete, az OPEC, az Iszlám Konferencia Szervezete és az ENKM alapító tagja.

### Irán
Az Irán (ایران) szó ősi formája az Arianám, amely elnevezéssel a nép a saját országát egykor nevezte (először a szászánida időszakban). E kifejezés mellett az Eránsahr kifejezés is használatban volt. Az arianám az „indoiráni nép” szó többes száma, melynek jelentése így "az árják földje".
Az Irán kifejezés közvetlenül a középperzsa Ērān (𐭠𐭩𐭫𐭠𐭭, ʼyrʼn) szóból ered, amelyet először egy 3. századi Naqsh-e Rostam-i felirat tanúsít, a kísérő pártus felirat pedig az aryān kifejezést használja, az irániakra utalva.

### Perzsia
A perzsa szó a parsua szóból ered, így hívták az asszírok Pars (Perzsia) népét, akiktől a Kr. e. 9. században adót kaptak.
A „Perzsia” kifejezést használták az európai országok is az ország jelölésére az Óperzsa Birodalom akhaimenida dinasztiája óta, a Kr. e. 6. századtól. Elsősorban a görög történetírók használták előszeretettel a Persis (Περσίς) kifejezést, amelynek jelentése „A perzsák országa”.
A név ma a nemzetközi újságírásban és diplomáciában leginkább "a perzsa állam", olykor "a perzsa ország" vagy "a perzsa hatalom" szókapcsolatokban őrződött meg.

## Földrajz

### Fekvés
Irán a közel-keleti térség második legnagyobb területű országa, területe 1 648 195 km². Szomszédai északon Örményország, Azerbajdzsán, a Kaszpi-tenger, valamint Türkmenisztán, keleten Afganisztán és Pakisztán, délen az Ománi-öböl és a Perzsa-öböl, nyugaton pedig Irak és Törökország.
Területének központi részét sivatagos, illetve sztyepp-borította, mocsarakkal, sós tavakkal tarkított felföld teszi ki, amelyhez északon a Kaszpi-tenger partján húzódó Alborz, délnyugaton pedig a Zagrosz-hegység láncai kapcsolódnak.

### Domborzat
Irán területét az Iráni-fennsík és a fennsíkot közrefogó, az Eurázsiai-hegységrendszer részét képező hegységláncok (Zagrosz, Alborz és más hegységek) alkotják.
A fennsík medencéi keleten részben sós tavakkal kitöltött sivatagok, a nyugatabbra elhelyezkedő fennsíki területeken azonban a nagyobb csapadékmennyiség sztyeppe kialakulását eredményezte.
Irán két legnagyobb hegységlánca az északon húzódó Alborz és a nyugaton húzódó Zagrosz. Az Alborz és egyben Irán legmagasabb pontja a Teherán közelében található Damávand (5610 m). A Zagrosz legmagasabb csúcsa a 4409 m magas Dena.
Nagyobb síkságok az Iráni-fennsíkon és a peremhegységeken kívül találhatók, elsősorban a Kaszpi-tenger, valamint a Perzsa- és az Ománi-öböl partvidékén.

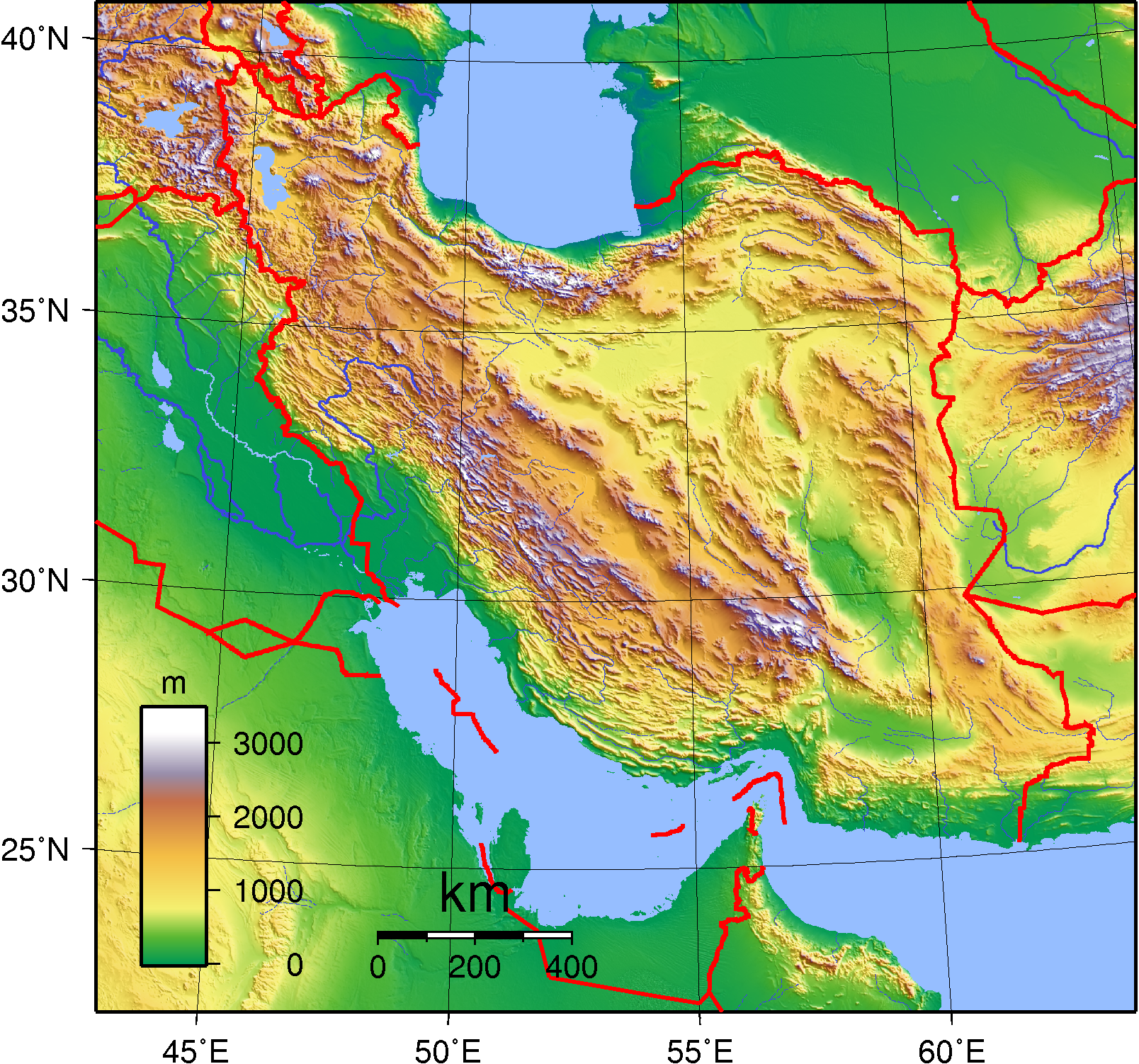
Domborzati térkép
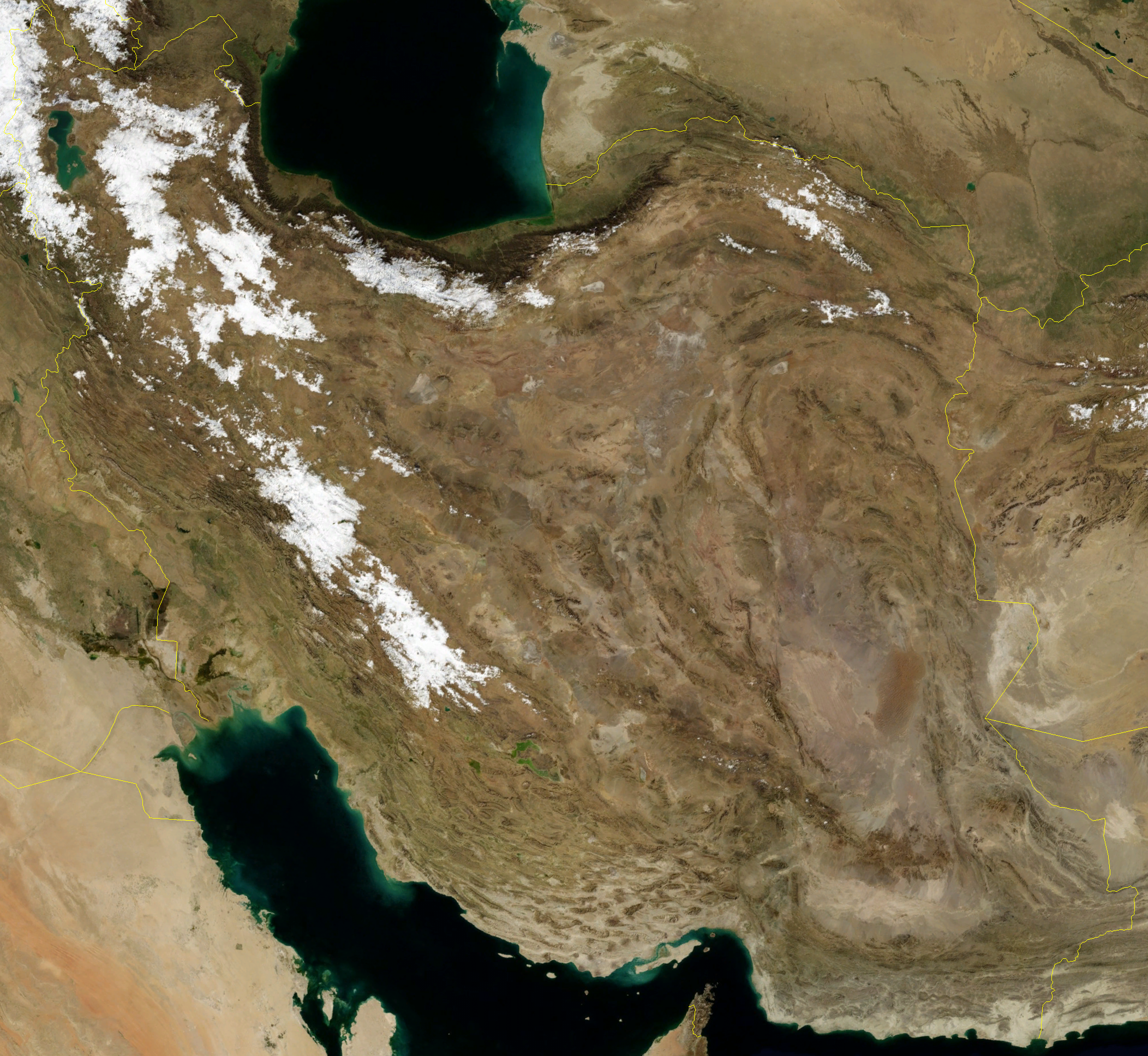
Műholdas kép (2004. január)
Éjszakai műholdfelvétel
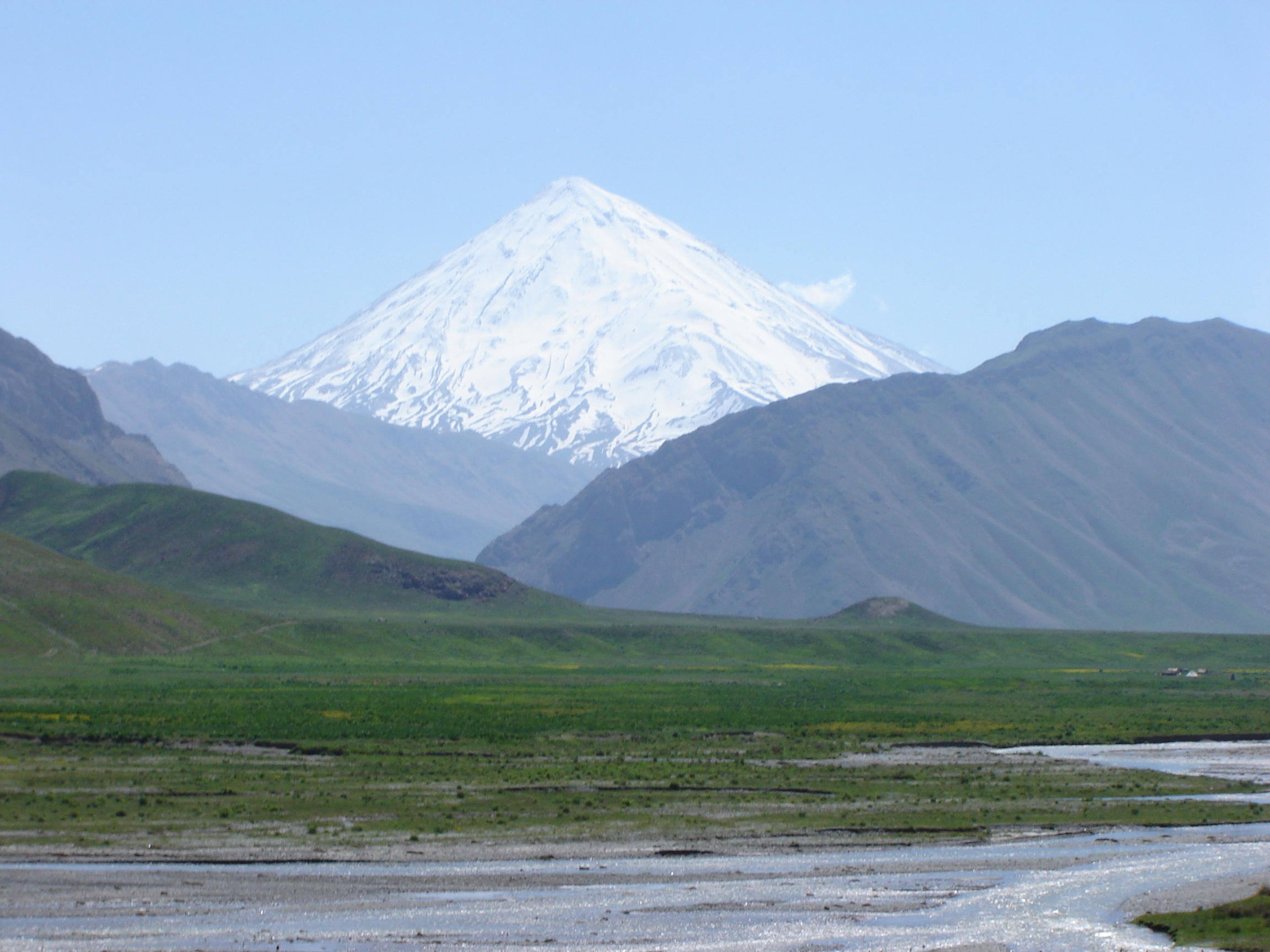
Legmagasabb hegye, a Damávand
Éghajlati térképe (angol)

### Vízrajz
Irántól északra található a Kaszpi-tenger, tőle délre a Perzsa-öböl és az Ománi-öböl. A kedvezőtlen éghajlati feltételek miatt a szárazföldön nem alakultak ki hosszú, bővizű folyók. Egyetlen hajózható méretű folyója a Karun, amely délen a Perzsa-öbölbe torkolló Satt el-Arab (más néven Arvand Rūd) folyóhoz csatlakozik. Nagyobb állóvíz az országban az északnyugaton található Urmia-tó, valamint a keleti országrész néhány nagyobb sós mocsara, mint például a Dast-e Kavir és a Dast-e Lut.

### Éghajlat
Irán éghajlata változatos, több éghajlati égöv egyszerre jelen van területén.
Legszárazabbak a mérsékelt övi sivatagi éghajlat uralta fennsíki medencék, elsősorban a keleti részek, ahová a nedvességet hozó szél nem jut el. Itt valódi sivatagok alakultak ki. A csapadék valamivel több a fennsík nyugati részén, amely ebből fakadóan sűrűbben lakott. Az éves csapadékmennyiség helyenként 200 mm alatti. A nyár forró és száraz, az átlaghőmérséklet meghaladja a 38 fokot.
Dél-Iránban a Perzsa-öböl és az Ománi-öböl parti síkságain a nyár nagyon forró és párás, a tél pedig enyhe. Az évi csapadékmennyiség 135–355 mm közötti.
Az ország északi peremén, a Kaszpi-tenger síkságán a tél szintén enyhe, a hőmérséklet ritkán esik fagypont alá. A nyári hőmérséklet általában nem haladja meg a 29 fokot. A síkság keleti részén az évi csapadékmennyiség 680 mm, a nyugati részén meghaladja az 1000 mm-t. Itt nedves, szubtrópusi klíma alakult ki.
A hegyvidéken kontinentális éghajlat uralkodik, magashegységi éghajlati jegyek jellemzők. A Zagrosz medencéiben alacsonyabb a hőmérséklet, télen a napi átlaghőmérséklet fagypont alatt marad, sok a hó.

### Növény- és állatvilág
| Erdők Erdős sztyeppe Füves sztyeppe | Félsivatagos terület Sivatag Sós ártéri mocsár |

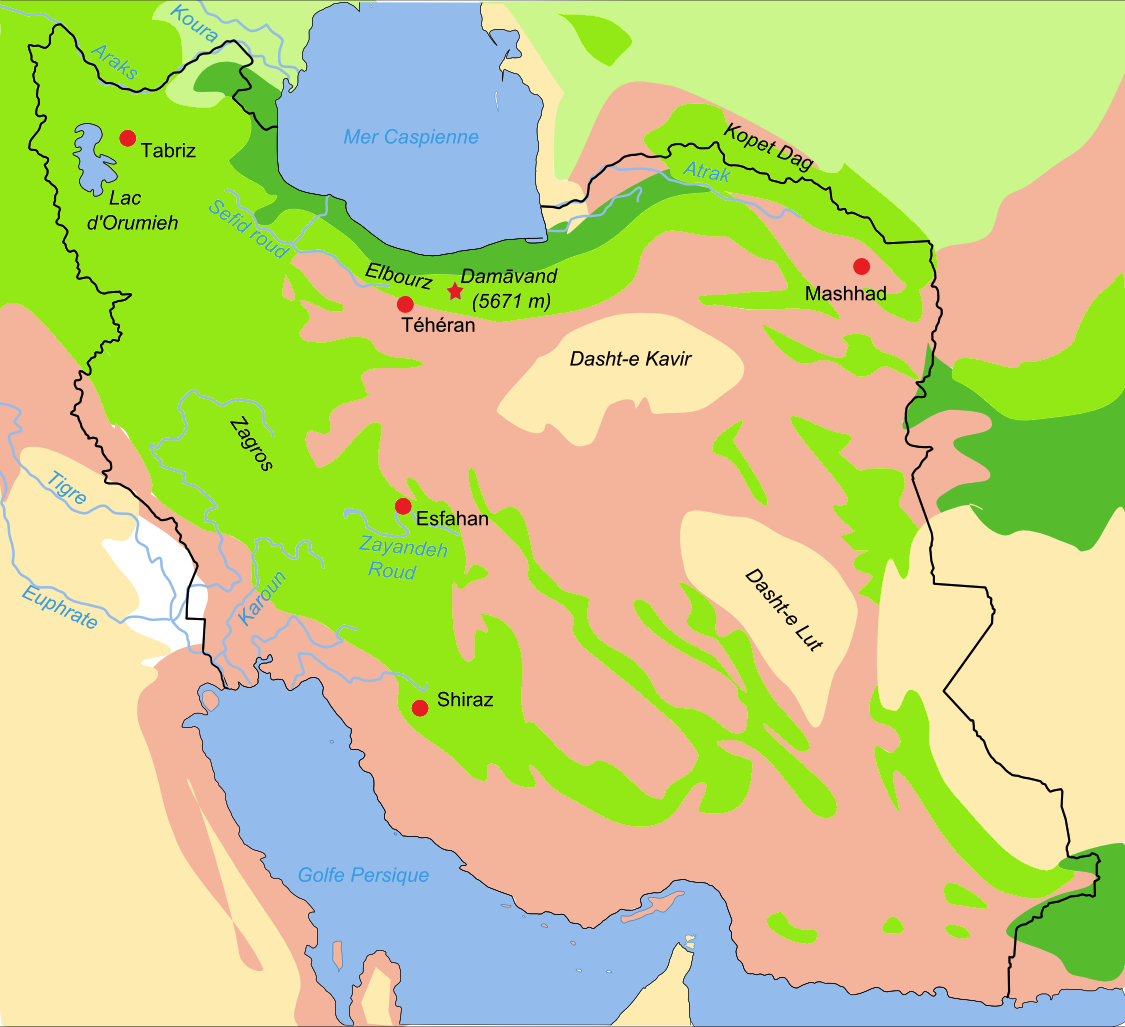
Irán és környékének természetes növényzete

Éghajlati és domborzati változékonysága folytán Irán növény- és állatvilága is változatos.
Az ország egytized részét borítják erdők. Az erdőalkotó fa típusát az éghajlati és domborzati viszonyok befolyásolják. Legkiterjedtebb erdősséggel a Kaszpi-tenger menti régió rendelkezik, ahol a jellemző erdőalkotók a tölgy, kőris, szilfa és a különböző ciprusfélék.
Főbb emlősállatai: medvék, gazellák, vaddisznók, farkasok, nagymacskafélék (eurázsiai hiúz, ázsiai gepárd, perzsa leopárd), vadtevék, vadkecskék, sakálok. Az ázsiai gepárd kihalófélben van, évente alig pár példányt regisztrálnak belőle Irán szerte.
Legfőbb háziasított állatai: birka, kecske, szamár, teve, szarvasmarha, vízibivaly, ló.

### Természetvédelem

#### Nemzeti parkjai
Iránban is kialakult a természetvédelem soklépcsős rendszere – vannak nemzeti parkok, védett erdők, állatrezervátumok, védett tájak, természetvédelmi területek.
Nem teljes lista nemzeti parkokról:
- Bakhtegan Nemzeti Park - Siráztól keletre
- Bamu Nemzeti Park — Siráz közelében
- Gulisztán Nemzeti Park - Gulisztán tartományban, Északkelet-Iránban
- Urmia-tó Nemzeti Park - az Urmia egy lefolyástalan, sós tó a török határ közelében
- Tandooreh Nemzeti Park - Dargaz város közelében, Türkmenisztán határán
- Kavir Nemzeti Park - 120 km-re Teherántól délre
- Khabr Nemzeti Park - Kermán közelében

#### Természeti világörökségei
2016-ban az UNESCO természeti világörökséggé nyilvánította a Lut-sivatagot  a VII. és VIII. kritériumok alapján.

## Története
Irán a világ egyik legrégebbi folyamatos nagy civilizációjának ad otthont. Nagy részét először a Kr.e. 7. században a médek egyesítették politikai entitásként, Uvakhsatra uralkodása alatt. Majd Nagy Kürosz megalapította az ókori történelem egyik legnagyobb birodalmát, az óperzsa birodalmat. A makedón Nagy Sándor a Kr.e. 4. században hódította meg ezt a birodalmat. Az iráni lázadás a Kr.e. 3 században létrehozta a Pártus Birodalmat, és felszabadította az országot, amelyet az ókor végén a Szászánida Birodalom követett. Az arab muszlimok a Kr. u. 7. században hódították meg a régiót, ami Irán iszlamizálódásához vezetett. Az iszlám aranykorában virágzott az irodalom, a filozófia, matematika, orvostudomány, csillagászat és a művészet. Majd véget vetve az arab uralomnak, az iráni muszlim dinasztiák újjáélesztették a perzsa nyelvet, és egészen a 11-14. századi szeldzsuk és mongol hódításokig uralták az országot. A 16. században a szafavidák újra létrehozták az egységes iráni államot, amelynek hivatalos vallása a tizenkettes sía lett. A 18. században Nádir sah vezetésével Irán világhatalom lett, de a Kádzsárok idején a 19. századra jelentős területeket veszített az Orosz Birodalommal való konfliktusok következtében. A 20. század eleje a perzsa alkotmányos forradalom és a Pahlavi-dinasztia megalakulásának időszaka volt. Mohammad Mosaddegh próbálkozásai az olajipar államosítására 1953-ban angol-amerikai puccshoz vezettek. 1979-ben, az iráni forradalom során megdöntötték a monarchiát, és Ruholláh Homeini az ország legfelsőbb vezetője lett. 1980-ban Irak megtámadta Iránt, kirobbantva a nyolc évig tartó iráni–iraki háborút.

### 21. század
A perzsa állam ma a Közel-Kelet egyik legnagyobb geopolitikai tényezője, de az ország diktatórikus berendezkedése súlyos versenyhátrányt jelent mind a tudomány, mind a gazdaság további fejlődésére nézve, különösen a nyugati szankciók miatt.  A termékenységi ráta már nem elegendő a népességszám szinten tartásához, a politikai üldözések pedig arra sarkallják a fiatal értelmiségi réteget, hogy elhagyja az országot. Néhány éve a politikai szerkezet jó néhány reformista politikus megválasztását tette lehetővé, mint például a volt miniszterelnökét (Mohammad Khatami). A vita a reformisták és a konzervatívok között ma is folytatódik az ország jövőjéről, az iszlám rendszer keretein belül. A 2009-es választásokon a konzervatív miniszterelnök-jelölt megválasztásánál felmerült a választási csalás lehetősége. Ennek kapcsán zavargások törtek ki. 2022-ben egy erkölcsrendészeti túlkapás következtében meghalt egy 22 éves kurd nő, akit a fejkendő helytelen viselése miatt állítottak elő és tartoztattak le. Ennek nyomán súlyos zavargások törtek ki, melyet a rezsim erőszakkal fojtott el, de mély nyomott hagyott a társadalomban és a 2024-es választásokon a rekord alacsony részvételt is ennek számlájára írták.  A perzsa állam szembenállása Izraellel és a nem síita arab országokkal (elsősorban Jordániával, Szaúd-Arábiával és az Öböl-menti királyságokkal) nagy nyomást gyakorol a gazdaságra és befolyásolja az olaj világpiaci árát is.
Az ország elnöke (2021–2024), Ebrahim Raiszi 2024. májusban helikopterbalesetben életét vesztette. Ahogy Cedric Leighton nyugalmazott amerikai tábornok rámutatott: ez volt a nyugati szankciók egyik legsúlyosabb közvetlen következménye: az embargók  miatt a szükséges cserealkatrészeket nem tudták beszerezni, az országot sújtó belső korrupció miatt pedig a karbantartás elmaradt, ezek a rossz időjárási körülményekkel párosulva pedig tragédiába torkolltak. Emiatt elnökválasztást kellett tartani. A választást a második fordulóban, 2024. július 5-én a szavazatok 53,7 százalékával Massoud Pezeshkian mérsékelt reformista politikus nyerte meg.
2024. október 1-én  Irán megtámadta Izraelt. A nyugati szankciók eközben egyre súlyosabb nyomást helyeznek az autoriter diktatúrára, mely az alapvető szolgáltatások folyamatos akadozásával, áramkimaradással és fokozódó lakossági elégedetlenséggel szembesül.
2025 júniusában Izrael katonai beavatkozások sorát indította a perzsa ország ellen, hogy felszámolja annak nukleáris programját. Ennek során semlegesítették a légvédelmet, kiiktatták az ország atomtudósait és szinte a teljes katonai vezérkart és bombázták Teherán és az ország számos infrastruktúráját.  Irán ballisztikus rakétákkal intézett válaszcsapásaiban súlyos károkat okozott a zsidó állam több városában is.

## Politika és közigazgatás

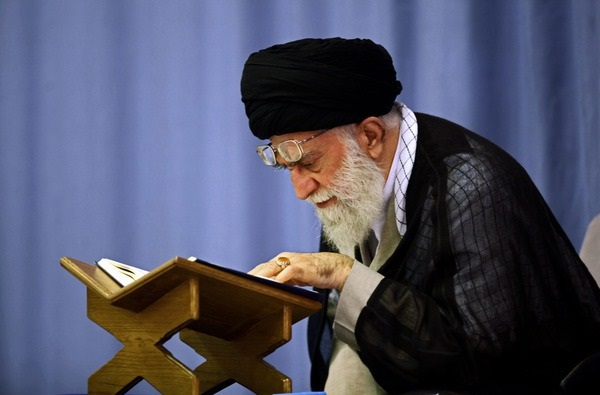
Ali Hámenei, Irán legfelsőbb vezetője a Koránt tanulmányozza

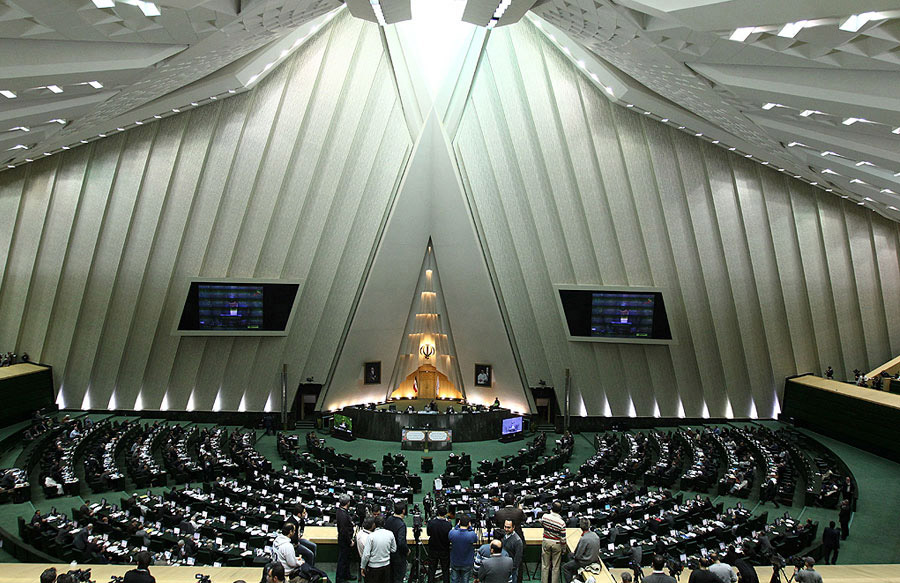
Az iráni parlament (Majlis)

Ma a politikai rendszer alapját az 1979-es alkotmánya rögzíti, amely alapján a legfőbb hatalom az Iráni Iszlám Köztársaságban Istené, minélfogva az iráni rendszer elnöki rendszerű, teokratikus köztársaságként értelmezhető. A legfelsőbb vezető, (a 2020-as évek elején Ali Hámenei) rendeleteket ad ki és hozza meg a végső döntéseket a gazdasággal, a környezetvédelemmel, a külpolitikával, az oktatással, a nemzeti tervezéssel és minden mással kapcsolatban az országban.
Mivel Iránban a demokrácia legalapvetőbb sajátosságai (hatalmi ágak szétválasztása, a fékek és ellensúlyok rendszere, szabad, titkos és egyenlő választások) sem teljesülnek, továbbá kemény állami-vallási elnyomás is érvényesül, az Iráni Iszlám Köztársaság diktatórikus berendezkedésű államnak tekinthető.
Irán legmagasabb rangú vallási és politikai személyisége a legfelsőbb vezető, aki vallási vezető és egyúttal a fegyveres erők főparancsnoka is, s gyakorlatilag ellenőrzést gyakorol mind a törvényhozó, mind a végrehajtó, mind a bírói hatalomra, megbízatása élethosszig szól. Ő jelöli ki a 12 tagú Örök Tanácsa hat egyházjogászát, de közvetve a hat jogi szakértő személyének kiválasztására is befolyása van; bár közvetlenül a parlament választja ki a jogi szakértőket, a jelöltek listáját a Legfőbb Vallási Vezető által kijelölt Legfőbb Igazságügyi Méltóság állítja össze. A Legfőbb Vallási Vezető személyét a Szakértők Gyűlése választja, akinek jogában áll, elvileg indokolt esetben a Vezetőt meneszteni is, a gyakorlatban azonban Legfőbb Vallási Vezető elmozdíthatatlan.
Politikai értelemben a Legfőbb Vallási Vezető után a második legfontosabb személy Irán politikai rendszerében a végrehajtói hatalmat gyakorló köztársasági elnök; személyét titkos szavazás útján választják négy évre, legfeljebb két egymást követő ciklusra. A köztársasági elnök nevezi ki a minisztereket, de a kinevezéseket a parlamentnek is jóvá kell hagynia.
Irán legfőbb törvényhozó testülete a 270 tagot számláló Iszlám Nemzetgyűlés (parlament). Tagjait a nép titkos szavazás útján választja négy évre, kétfordulós választás útján, a választásokon azonban csak a rendszer hívei indulhatnak, a jelölteket előzetesen igen szigorúan szelektálják, így ellenzékiek részvétele gyakorlatilag kizárt a választásokon. A hozott törvényeket az Őrök Tanácsának ratifikálnia kell.
Iránban az igazságszolgáltatás erősen politikai és vallási befolyás alatt áll. A Legfőbb Igazságügyi Méltóságot és törvények végrehajtásának felügyeletéért felelős Legfelsőbb Bíróság tagjait a Legfelsőbb Vallási Vezető nevezi ki. A Legfőbb Igazságügyi Méltóság és a Legfelsőbb Bíróság bírái választják ki a Legfelsőbb Bíróság elnökét és a Legfőbb Ügyészt.

### Emberi jogok
Az országban jellemzően üldözik és letartóztatják a kormány és a legfelsőbb vezető kritikusait.
A nők jogait súlyosan korlátozzák. A nők széles körben elterjedt diszkriminációval szembesülnek. Például egy nő vallomása a bíróságon feleannyi súlyt kap, mint a férfié, és a női áldozat családjának a halálakor megítélt pénzbeli kártérítés fele akkora, mint egy férfi áldozat családjának. A nőket kitiltják bizonyos nyilvános helyekről, és általában csak az apjuk vagy férjük engedélyével kaphatnak útlevelet.
Az országban korlátozzák a szociális szabadságjogokat. Valamennyi lakosra, de különösen a nőkre kötelező öltözködési és megjelenési szabályok vonatkoznak (pl. hidzsáb), a szabálysértést elkövetőket pedig állami zaklatás, pénzbírság és letartóztatás fenyegeti.
2023 folyamán a hatóságok több tucat kávézót, éttermet és más vállalkozást zárattak be, mert állítólag nem tartották be a kötelező hidzsábtörvényt. A vállalkozás tulajdonosait is megtorlás érte.
A rendőrség régóta tart razziákat olyan magánösszejöveteleken, amelyek megsértik az alkoholfogyasztás és a nem rokon férfiak és a nők keveredését tiltó szabályokat. A jelenlévőket őrizetbe vehetik és pénzbírsággal, vagy korbácsütéssel járó testi fenyítésre ítélhetik.
A büntető törvénykönyv minden, a hagyományos házasságon kívüli szexuális kapcsolatot kriminalizál.
Az azonos neműek közötti szexuális tevékenység illegális, és akár halállal is büntethető.
Az állam önkényes letartóztatásokat hajt végre az „ellenforradalminak” vagy „iszlámellenesnek” ítélt csoportokban.
A hatóságok rendszeresen megsértik a tisztességes eljárás alapvető normáit, különösen a politikailag kényes esetekben. A politikai aktivistákat elfogatóparancs nélkül tartóztatják le, határozatlan ideig fogva tartják, hivatalos vádemelés nélkül, és megtagadják a külvilággal való bármilyen kapcsolatfelvételt. Sokakat később elítélnek olyan perekben, amelyek néha mindössze néhány percig tartanak.
A kettős állampolgárok és a külföldi kapcsolatokkal rendelkezők a 2020-as években is önkényes őrizetbe vétellel, koholt vádakkal és a tisztességes eljáráshoz való jog megtagadásával szembesültek.
A korábbi fogvatartottak arról számoltak be, hogy letartóztatásuk során megverték és kínozták őket. Egyes bűncselekmények börtönbüntetésen vagy pénzbüntetésen túlmenően korbácsütéssel is büntethetők. A börtönök túlzsúfoltak, és a fogvatartottak gyakran panaszkodnak rossz fogva tartási körülményekre, beleértve az orvosi ellátás megtagadását is.
A politikai foglyok az elmúlt években többször is éhségsztrájkot folytattak, hogy tiltakozzanak a rossz bánásmód ellen. 2022-ben az Amnesty International arról számolt be, hogy 2010 óta legalább 88 fogoly halt meg a kínzás, a könnygáz használata vagy egyéb rossz bánásmód miatt, míg 96 fogoly meghalt a megfelelő orvosi ellátás megtagadása miatt.
Kína után Iránban történik a legtöbb kivégzés (2024), évente több száz ember halálát okozva. Több gyermekkorú vétkezőt végeznek ki, mint a világ bármely más országában.

### Külkapcsolatok

#### Izrael
Az 1979-es iráni forradalmat követően az Izraellel való viszonya ellenségessé vált, és a 21. századi, jelenlegi iráni kormány nem ismeri el Izrael létezését. Mindkét ország kölcsönösen megszakította egymással a diplomáciai és kereskedelmi kapcsolatait. Irán nem ismeri el Izraelt, és cionista entitásként vagy cionista rezsimként hivatkozik rá, amelyet meg kell semmisíteni. Ruholláh Homeini ajatollah Izraelt az "iszlám ellenségeként" és kis Sátánként ecsetelte. Ami az izraeli–palesztin konfliktust illeti, Irán kormánya elismerte Jeruzsálemet Palesztina állam fővárosaként.

#### Muszlim országok
A muszlim nemzetek közül ellenséges viszonya van Szaúd-Arábiával az eltérő politikai és iszlám ideológiák miatt.  
Jelentős befolyással rendelkezik olyan közel-keleti országokban, mint Irak, Szíria, Jemen és Libanon.  Irán kormánya katonai és pénzügyi segítséggel támogatja Szíriában, Irakban, Libanonban (Hezbollah) és Jemenben (hútik) szövetségesei katonai tevékenységét.  Irán és Szíria szoros stratégiai szövetségesek és jelentős támogatást nyújtott a szíriai kormánynak a szíriai polgárháborúban. Irak (Szaddám után) szintén szoros szövetségese, akivel kölcsönösen támogatják egymást az Iszlám Állam ellen. A két ország kapcsolata részben annak köszönhető, hogy mindkét kormányt síita muszlimok uralják.

#### Oroszország
Oroszország kulcsfontosságú kereskedelmi partner. A két országot szoros gazdasági és katonai szövetség köti össze, mindkettő a nyugati államok súlyos szankcióinak van kitéve.

#### USA
Az Amerikai Egyesült Államokat a legnagyobb ellenségnek tekintik.
Mohammad Reza Pahlavi sah rezsimje és az amerikai kormány közötti szoros szövetség korszakát az 1979-es iráni forradalom után drámai fordulat és ellenségeskedés követte. A 21. században az iráni érdekeket az Egyesült Államokban a pakisztáni nagykövetségen keresztül kezelik.

### Védelmi rendszer

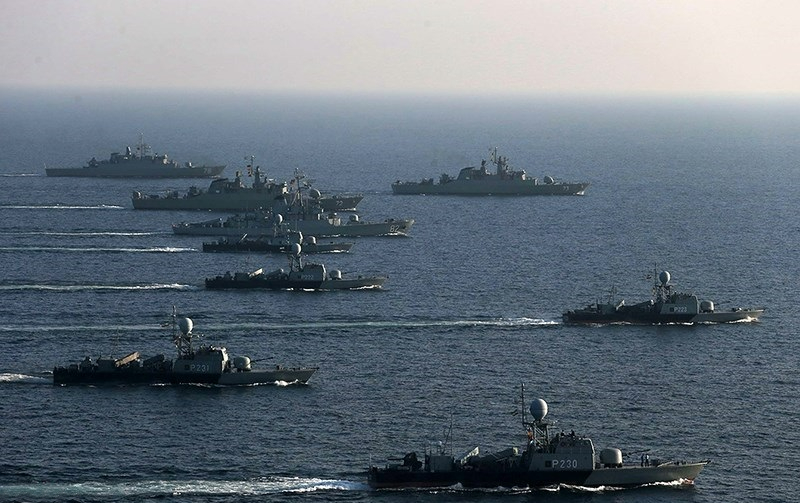
Iráni rombolók és hadihajók

2023-ban a GFP a haderejét a világ országai közül a 17. helyre sorolta.
Az ország gyorsan közeledik ahhoz, hogy nukleáris erővel rendelkező állammá váljon, 2023 novemberében 60%-os tisztaságú uránt dúsítottak, ami közel áll az atomfegyver előállításához.

### Közigazgatási beosztás

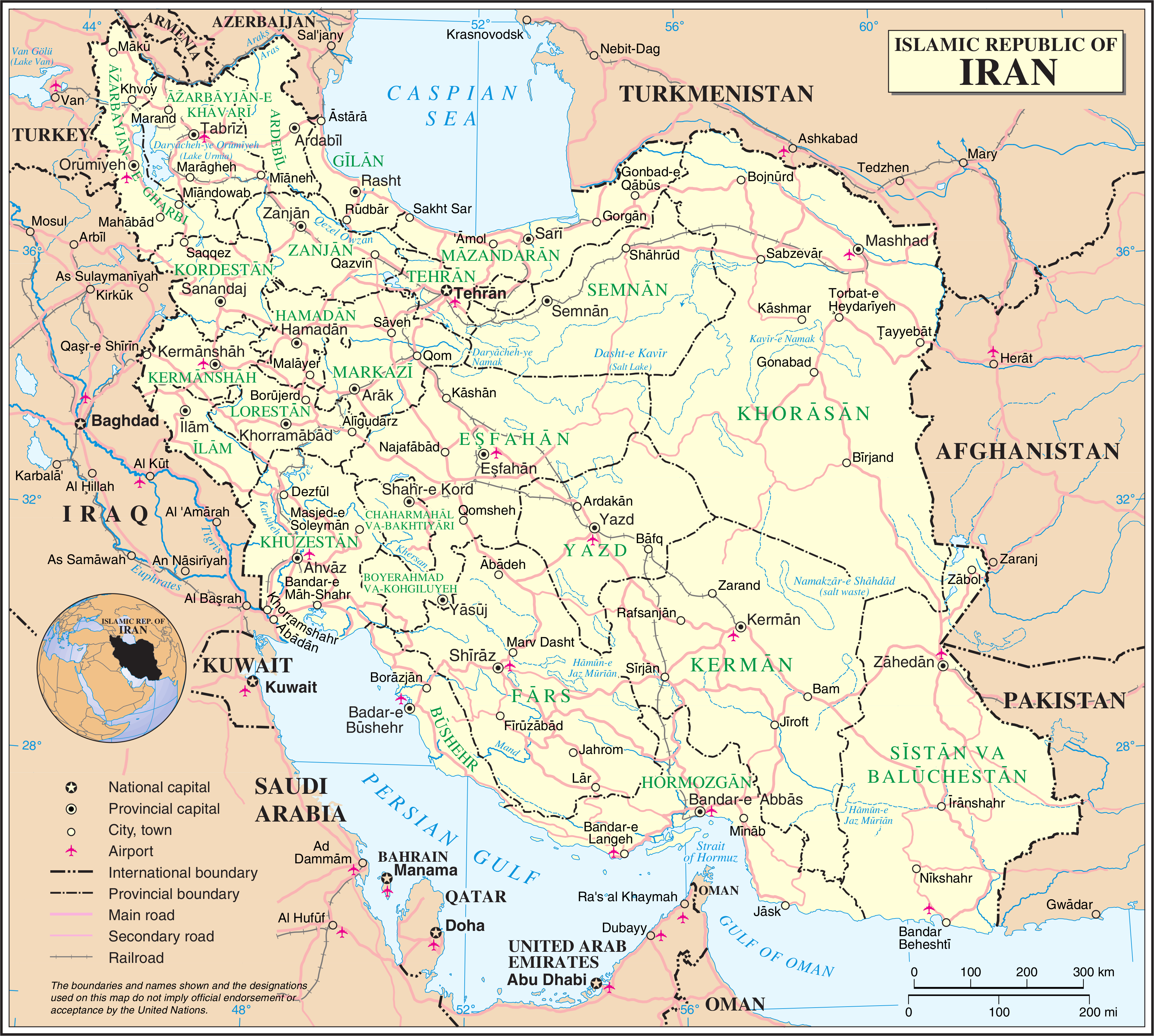
Irán közigazgatási térképe

Irán harmincegy tartományból áll:
| Irán tartományai | \| 1. Teherán 2. Kom 3. Markazi 4. Kazvin 5. Gilán 6. Ardabil 7. Zandzsán 8. Kelet-Azerbajdzsán 9. Nyugat-Azerbajdzsán 10. Kurdisztán 11. Hamadán 12. Kermánsáh 13. Ilám 14. Loresztán 15. Huzesztán \| 1. Csahármahál és Bahtijári 2. Kohgiluje és Bujer Ahmad 3. Busehr 4. Fársz 5. Hormozgán 6. Szisztán és Beludzsisztán 7. Kermán 8. Jazd 9. Iszfahán 10. Szemnán 11. Mázandarán 12. Gulisztán 13. Észak-Horászán 14. Razavi Horászán 15. Dél-Horászán 16. Alborz \| |
| 1. Teherán 2. Kom 3. Markazi 4. Kazvin 5. Gilán 6. Ardabil 7. Zandzsán 8. Kelet-Azerbajdzsán 9. Nyugat-Azerbajdzsán 10. Kurdisztán 11. Hamadán 12. Kermánsáh 13. Ilám 14. Loresztán 15. Huzesztán | 1. Csahármahál és Bahtijári 2. Kohgiluje és Bujer Ahmad 3. Busehr 4. Fársz 5. Hormozgán 6. Szisztán és Beludzsisztán 7. Kermán 8. Jazd 9. Iszfahán 10. Szemnán 11. Mázandarán 12. Gulisztán 13. Észak-Horászán 14. Razavi Horászán 15. Dél-Horászán 16. Alborz |

## Népesség

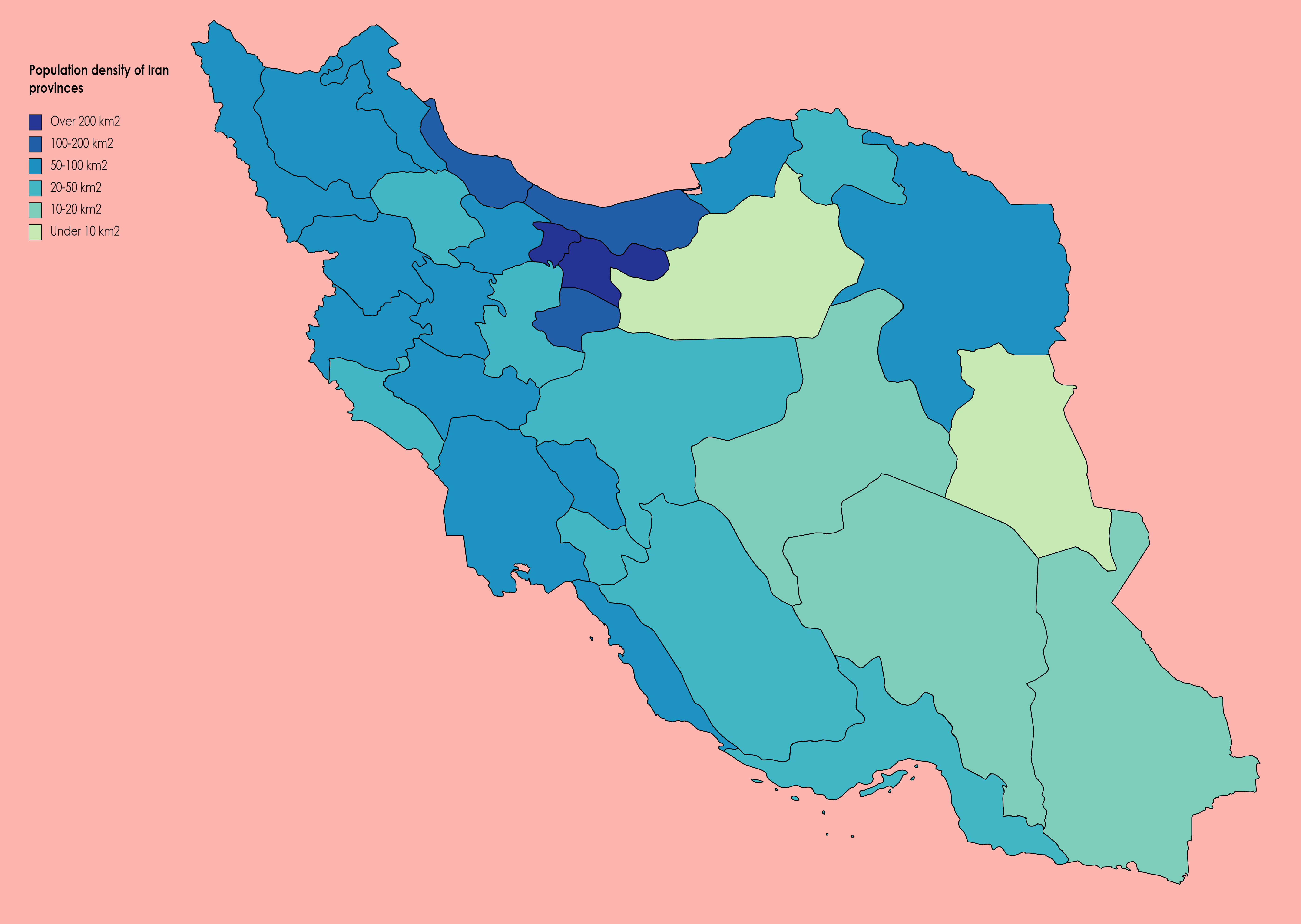
Irán népsűrűsége 2016-ban

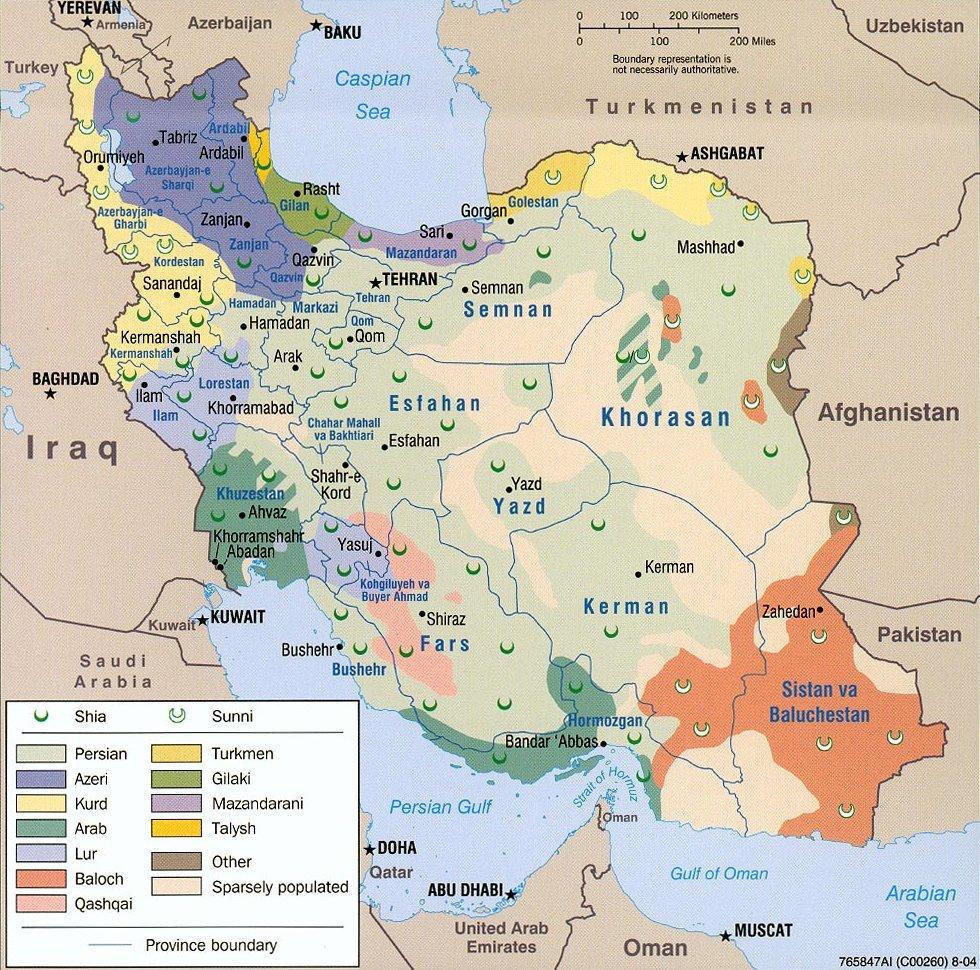
Irán tartományai és színezéssel az etnikai csoportjai.
Az ország középső részén többnyire perzsák élnek; északnyugaton azeriek, gilánok, kurdok; délnyugaton lurok, kaskájok és arabok; északkeleten türkmének és kurdok; délkeleten beludzsok.

Irán sokszínű ország, számos etnikai és nyelvi csoportból áll, amelyeket egy közös iráni állampolgárság egyesít. Irán lakossága a 20. század második felében gyorsan nőtt, az 1956-os 19 millióról 2025 nyarára több mint 92 millióra nőtt. A termékenységi rátája azonban jelentősen visszaesett az elmúlt évtizedekben.

### Általános adatok
- Népesség: kb. 86 millió fő (2022)[70]
- Népsűrűség: 53-54 fő/km²
- Népességnövekedés: 1,1% (2017)
- Születéskor várható átlagos élettartam: férfiak 69 év, nők 72 év (2015)
- Életkor szerinti megoszlás: 0–14 éves 23,6%, 15–64 éves 67%, 65 év feletti 5,2% (2015)

### Népességének változása
| Lakosok száma | 21 958 460 | 25 696 631 | 31 024 743 | 37 465 764 | 47 531 740 | 58 307 457 | 63 713 397 | 69 342 126 | 75 424 285 | 92 417 700 |
|               | 1960       | 1966       | 1973       | 1979       | 1985       | 1992       | 1998       | 2004       | 2011       | 2025       |

### Legnépesebb városok
- Főváros: Teherán (Tehran), lakossága 8,1 millió fő volt 2011-ben, elővárosokkal 12,2 millió fő.[71]

### Etnikai megoszlás
A beszélt nyelvekhez hasonlóan az etnikai csoportok aránya is vita tárgyát képezik, főként a legnagyobb (perzsák) és második legnagyobb (azeriek) etnikai csoport esetében, az etnikai alapú iráni állami összeírások hiánya miatt.
A CIA World Factbook és az amerikai Kongresszusi Könyvtár (LC) alapján a főbb etnikumok: perzsa 61–65%, azeri kb. 16%, kurd 7–10%, lur 6–7%, egyéb: giláni, mázenderáni, arab, türkmén, beludzs, bahtiári, kaskáj, örmény stb.

### Nyelvi megoszlás
A lakosság többsége az újperzsát (fárszi) beszéli, amely egyben az ország hivatalos nyelve is. Az írásrendszer: perzsa ábécé (az arab ábécé egy módosított változata).
Egyéb beszélt nyelvek :
perzsa, giláni, mázendráni és lur 66%,
azeri és más török dialektusok 18%,
kurd 10%,
arab 2%, beludzs 2%, egyéb 2%.
Az azeri nyelvet, – amely a perzsa után a legtöbb ember által beszélt nyelv az országban, – különösen Azerbajdzsán tartományában beszélik.
Észak-Iránban, – többnyire Gilán és Mázandarán tartományban, – a giláni és a mázandaráni nyelvet széles körben beszélik, mindkettő rokonságban áll a szomszédos kaukázusi nyelvekkel.
Jelentősebb kisebbségi nyelvek közé tartozik a kurd, az örmény, a grúz, az újarámi és az arab. Húzi arabot beszélnek a Huzesztánban élő arabok, valamint az iráni arabok szélesebb csoportja. A cserkesz nyelvet egykor a cserkesz kisebbség széles körben beszélte, de a sok éven át tartó asszimiláció miatt a többségük már nem beszéli a nyelvet.

### Vallási megoszlás
- Vallások: 

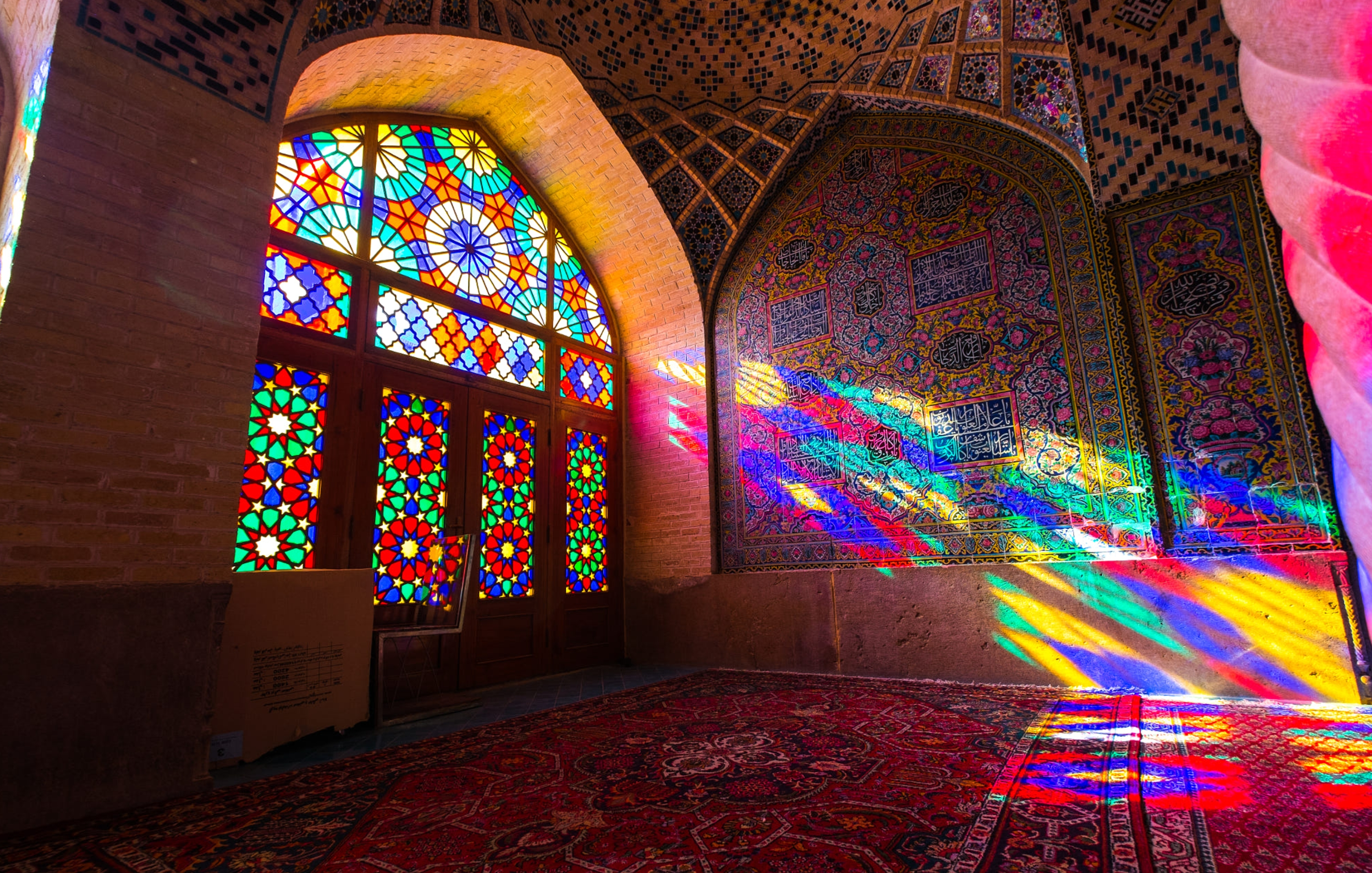
Nasir-al-Mulk mecset Sirázban

  - síita muszlim a lakosság 89-90%-a (államvallás),
  - szunnita muszlim a lakosság 9%-a,
  - bahái 0,4%,[80][81] keresztény (főleg örmény, nesztoriánus, római katolikus és protestáns) 0,4%,[82] egyéb (zoroasztriánus,[83] zsidó[84]) 0,2%.

Az államilag elismert vallások (ahl al-Kitáb, Könyv népe): zsidó vallás, zoroasztrizmus, mandeizmus és kereszténység.
A legnagyobb nem muszlim vallási kisebbség, az Iránban született bahái nem elismert és üldözött alapítása óta.
Az országban üldözik a kitért muszlimokat is, bár az alkotmány szerint vallásszabadság van. Többször előfordult, hogy keresztény hitre áttért embereket börtönbüntetésre ítéltek.

## Gazdaság

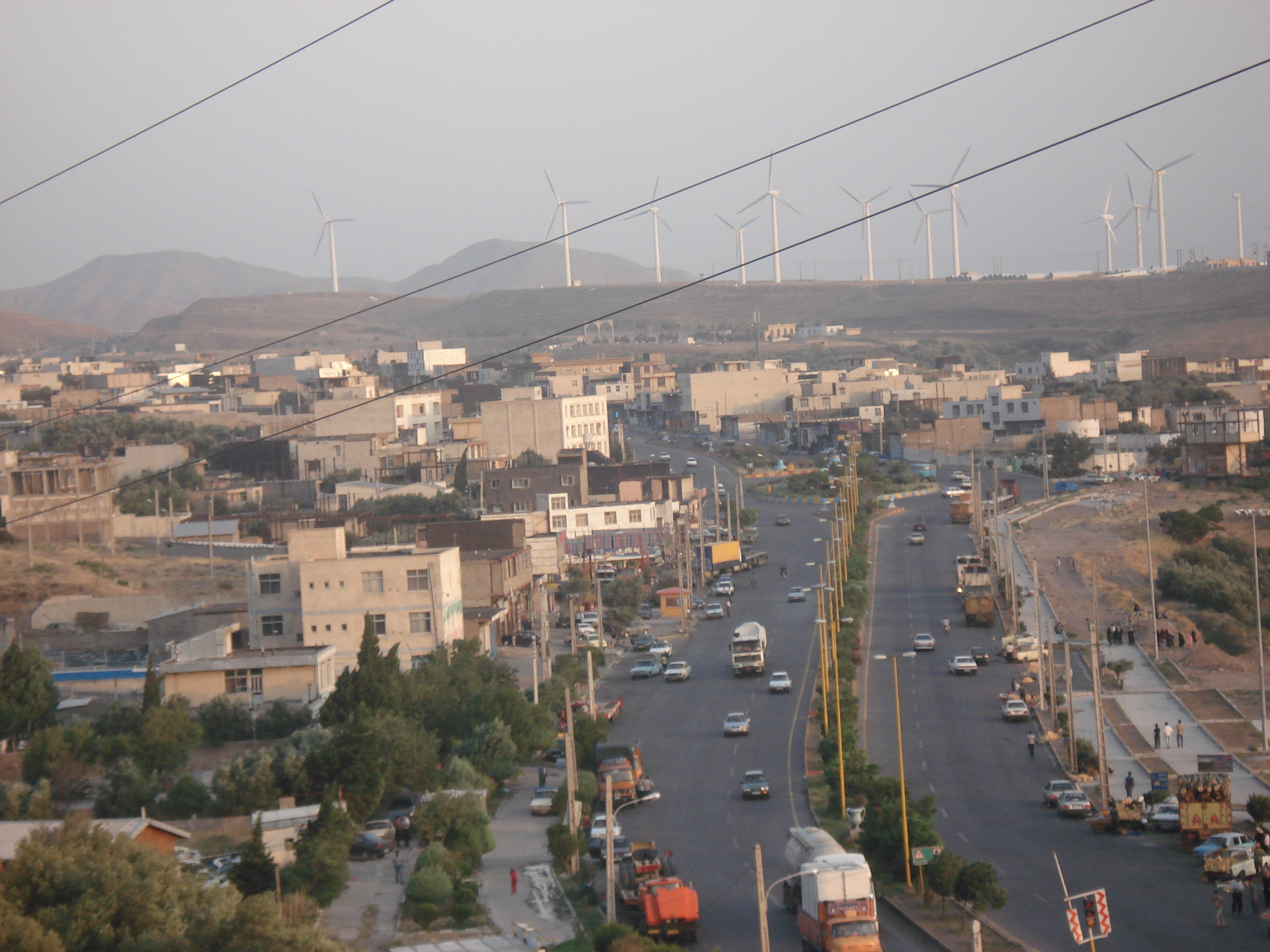
Szélfarmok a háttérben (Manjil, 2007)

### Általános adatok
Gazdasága: agrár-ipari ország.
2012-ben az Iránt sújtó embargó miatt, nehezen tudnak dollárhoz és euróhoz jutni, ezért jelentősen csökkentek a jegybanki devizatartalékok. Ennek következtében 2012. január és szeptember között 60%-kal értékelődött le a riál. Ez év augusztusában 12 260 riál volt az amerikai dollár hivatalos árfolyama, de a feketepiacon 25 650 riált kellett fizetni. Október első két napján pedig 25%-ot veszített a nemzeti valuta az értékéből.
2016. január 16-án az Európai Unió és az Amerikai Egyesült Államok véget vetett a gazdasági szankcióknak Iránnal szemben, miután Nemzetközi Atomenergia-ügynökség jelentése szerint teljesítették a 2015-ben aláírt megállapodásokat.

### Gazdasági ágazatok

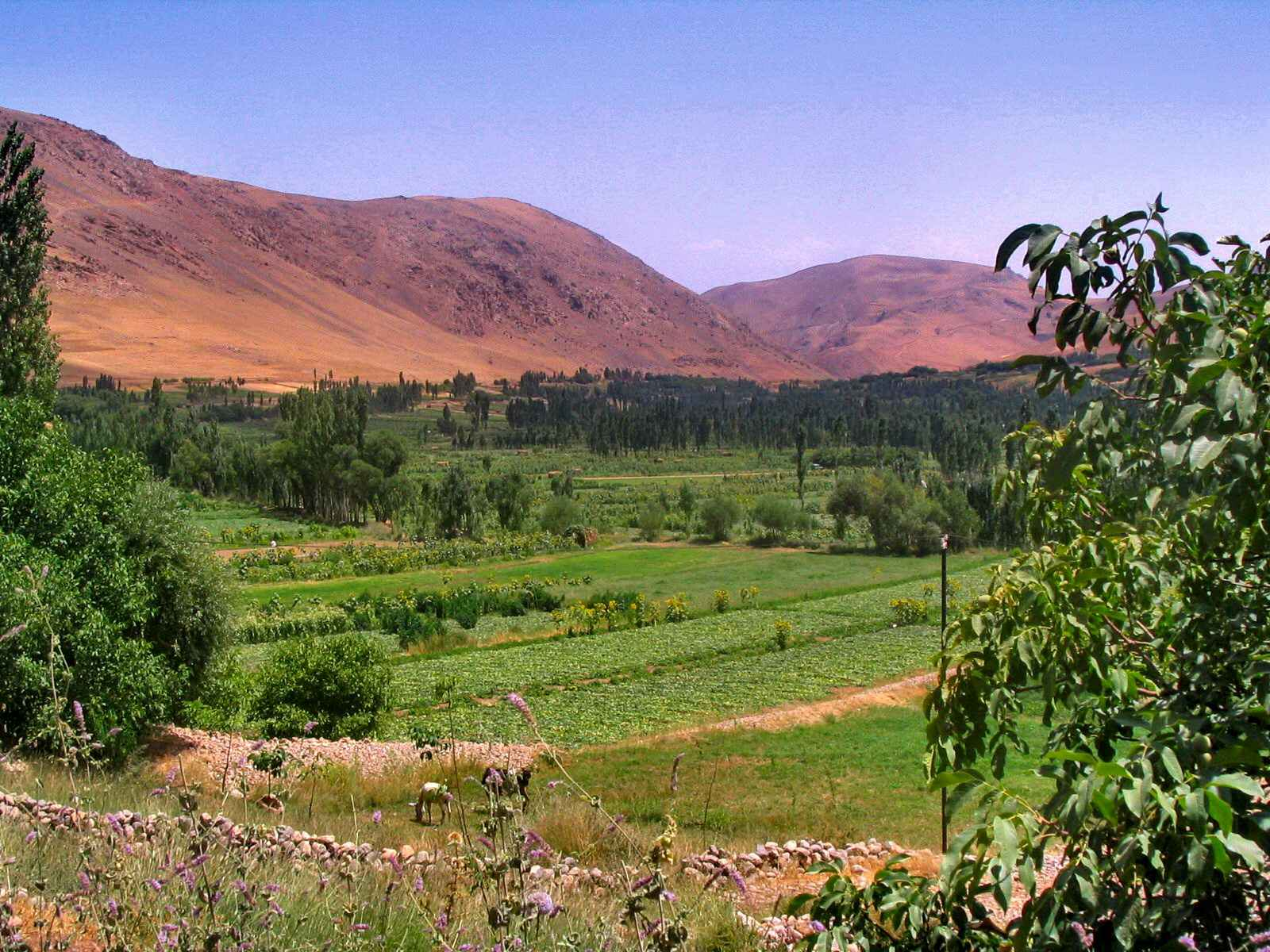
Kevés a művelhető terület

#### Mezőgazdaság
A mezőgazdaság fejlődése felfelé ívelő, ez elsősorban az öntözés kiterjesztésének tulajdonítható. Legfontosabb termesztett növények: búza, rizs, gyapot, datolya, citrusfélék.
A mezőgazdaság számára a Kaszpi-tenger mellett elterülő termőföldek a legértékesebbek; itt gabonaféléket, rizst, gyapotot, gyümölcsöt és teát termesztenek.
Sokan foglalkoznak nomád kecske- és juhtenyésztéssel.

#### Ipar
Erőteljesen fejlődött a kőolajfinomító-ipar (Ábádánban található a világ legnagyobb kőolaj-finomítója) és a petrolkémia. Más iparágai: vaskohászat, gépgyártás, gépkocsiipar, textilipar, bőripar, elektrotechnika és élelmiszeripar.
A perzsaszőnyeg szövése az irániak hagyományos foglalkozása, világszerte híres.
Fontosabb ásványkincsei a kőolaj, a feketeszén, a vas- és színesfémércek.

#### Külkereskedelem
- Exporttermékek: kőolaj (80%), vegyi és petrolkémiai termékek, gyümölcsök és diófélék, szőnyegek, cement, ércek[10]
- Importtermékek: ipari nyersanyagok és közszükségleti cikkek, élelmiszerek, technikai eszközök, katonai felszerelések.

Főbb kereskedelmi partnerek 2017-ben:

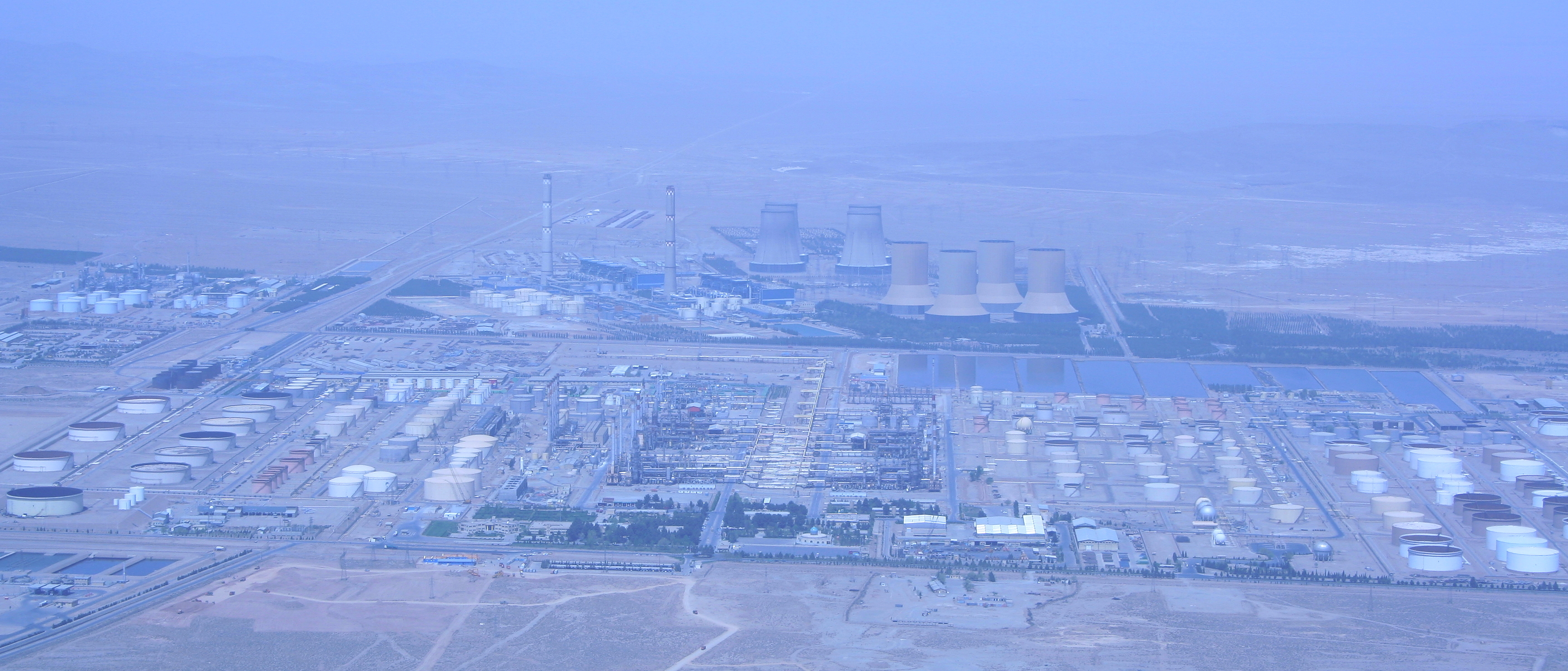
Olajfinomító, és mögötte egy hőerőmű Iszfahánban

- Export:  Kína  27,5%,  India 15,1%,  Dél-Korea 11,4%,  Törökország 11,1%
- Import:  Egyesült Arab Emírségek 29,8%,  Kína 12,7%,  Törökország 4,4%

#### Az országra jellemző egyéb ágazatok
Irán rendelkezik a világ második legjelentősebb olaj- és gázkészletével. A jelenlegi kiaknázás méretei azonban messze elmaradnak a lehetőségektől, a Khomeini-időszak előtti termelési szintektől. Irán olaj- és gázberendezései elavultak, az iraki-iráni háború okozta károkat még mindig nem hozták rendbe, nem történtek jelentős új beruházások sem. Az amerikai bojkott, a nemzetközi szankciók és a külföldi olajvállalatok tartózkodása az új beruházásoktól hátráltatják az új termelő kapacitások fejlesztését. Az iráni atomprogram miatt kialakult konfliktus, a fejlett nyugati országok, így Franciaország fokozatos kivonulásához vezet. Irán a nyugati cégek helyett a főként kínai és az orosz energia-együttműködést helyezi előtérbe. 2004-ben Kínával 70 milliárd dollár értékű hosszú távú megállapodást kötött. Oroszországgal közös érdeke, hogy lehetőség szerint távol tartsa más országok nagyvállalatait a Kaszpi-tenger környékének olaj- és gázkészleteitől. Az iráni elképzelések között szerepel a kaszpi-tengeri olaj- és gázkészletek kijuttatása a dél-iráni kikötőkön keresztül a nemzetközi piacokra. Irán érdekelt abban, hogy India kulcsfontosságú, hosszú távú energia-szállítójává váljék. Perspektívában számít az európai piacokra is, amelyeket különböző útvonalú, jelenleg még tervezési szakaszban lévő vezetékekkel, alternatív útvonalakon kíván elérni Szírián, Törökországon, Görögországon, Ukrajnán stb. keresztül. Tekintettel arra, hogy hatalmas gázkészletekkel rendelkezik, belátható időn belül a cseppfolyósított gáz egyik legfontosabb forrásává válhat.

#### Nukleáris létesítményei
A Perzsa-öböl partján lévő busheri atomerőművet 2007-ben nyitották meg. Ezen kívül számos nukleáris létesítménye van. Szághánd közelében uránérc-feldolgozó üzemel. Guhane bányakomplexum. Iszfahánban nukleáris reprocesszáló üzemel. Arakban nehézvíz-előállító működik. 2005. őszén Áhmádinezsad kijelentette, hogy Irán folytatja atomprogramját, a Nemzetközi Atomenergia-ügynökség tiltakozása ellenére is. Donald Rumsfeld amerikai védelmi miniszter fontolgatta az iráni nukleáris létesítmények elleni légicsapást. Az irániak a következetesség hiányát sérelmezik az USA nukleáris politikáján. Irán aláírta az atomsorompó-egyezményt, és hajlandóak ellenőrzés alá vonni létesítményeiket, addig Izrael nem írta alá ugyanezt. Ahmedinedzsád számtalanszor kinyilvánította, hogy el fogja törölni a Föld színéről Izraelt, a zsidó államot, ellenőröket pedig nem engedtek be atomlétesítményeikbe, amelyekben titkosszolgálati források szerint atomfegyver előállításán fáradoznak. A jelenlegi iráni elnök kevésbé harcos retorikát folytat, de támogatja a törekvést Izrael elpusztítására. Iránnak Oroszország is fejlett fegyverrendszereket szállított az elmúlt években.

#### Kábítószer
A nemzetközi kábítószer-kereskedelem tranzitországa. Az ország az ópiumtermelés zömét adó Afganisztánból Európa felé vezető úton fekszik.

## Közlekedés

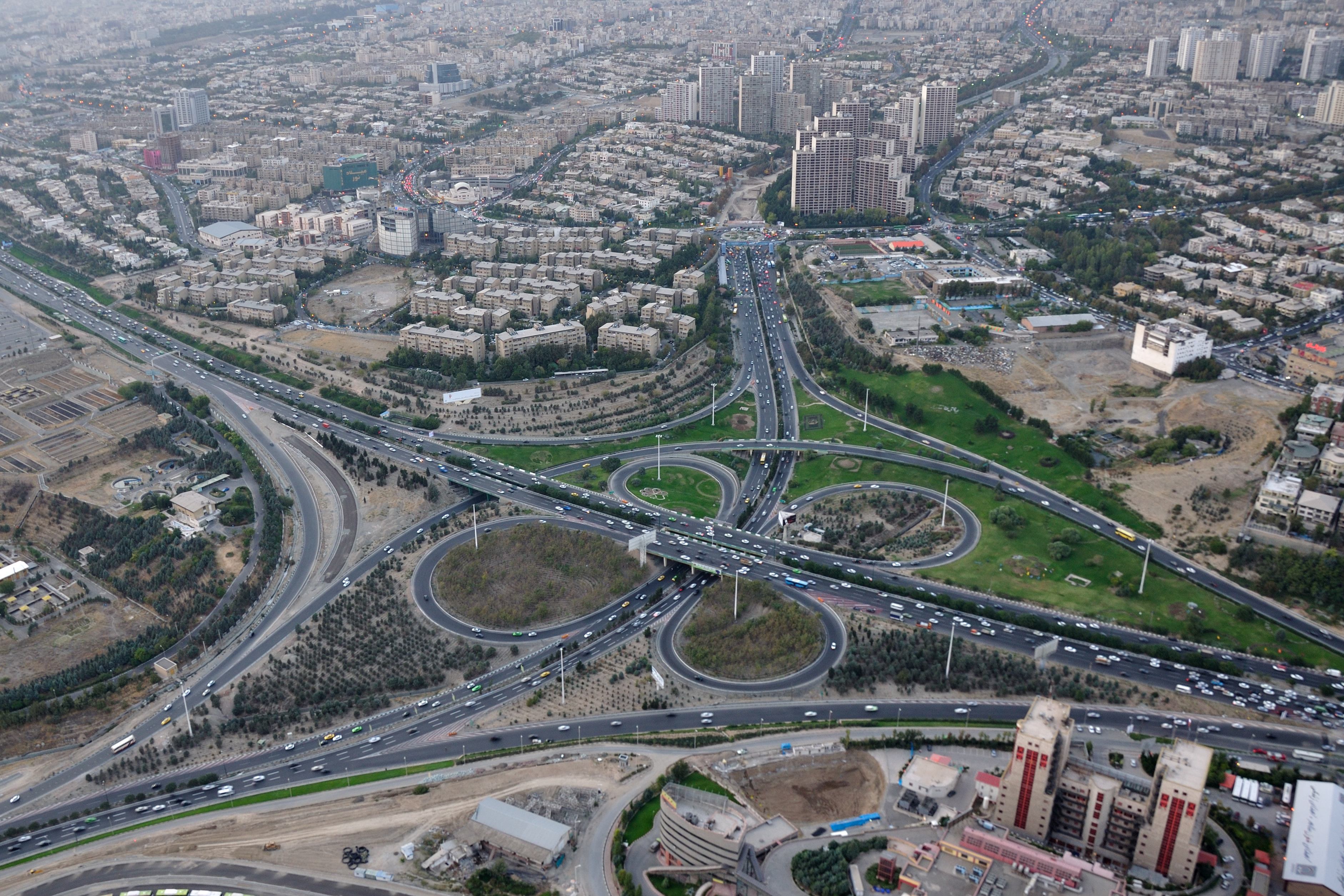
Egy útkereszteződés Teheránban

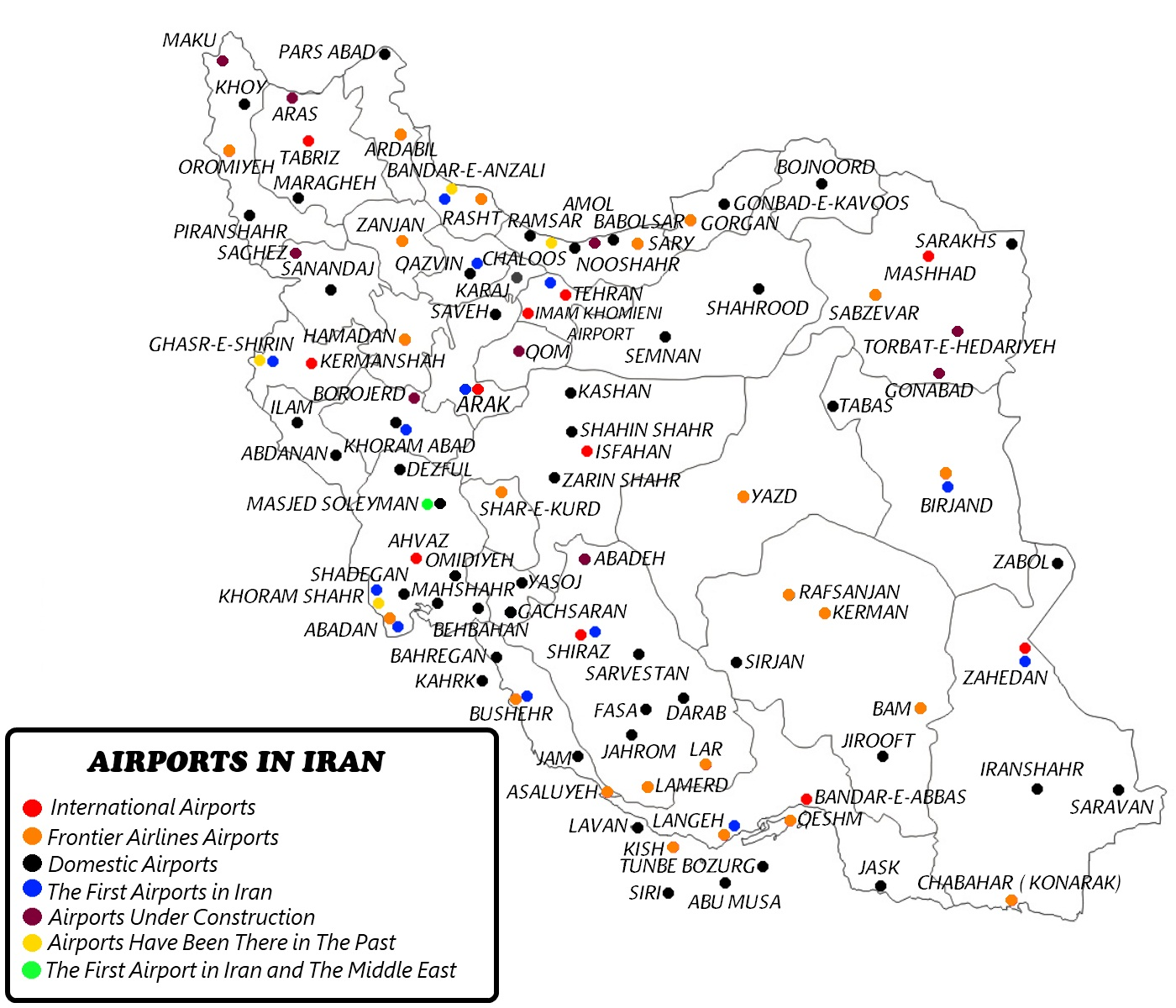
Irán repülőterei (2013)

### Közút
2011-ben a közúthálózat hossza 173 000 km, amelynek 73%-a burkolt.
A távolsági buszjáratok megbízhatóak és az alacsony üzemanyagárak miatt olcsók.

### Vízi közlekedés
Fő kikötők: 
- Perzsa-öböl: Bandar-Abbász (بندرعباس), Horramsár (خرمشهر), Bandare-Homejnī (بندر امام خمینی)
- Kaszpi-tenger: Bandare-Anzáli (بندر انزلی), Bandare-Torkaman (بندر تركمن)

### Légi közlekedés
2013-ban a repterek száma 319 ebből a nagyobb, nemzetközi forgalmú repterek száma 11.
A nagy távolságok miatt a nagyobb városokat rendszeres légi járatok kötik össze.

## Kultúra

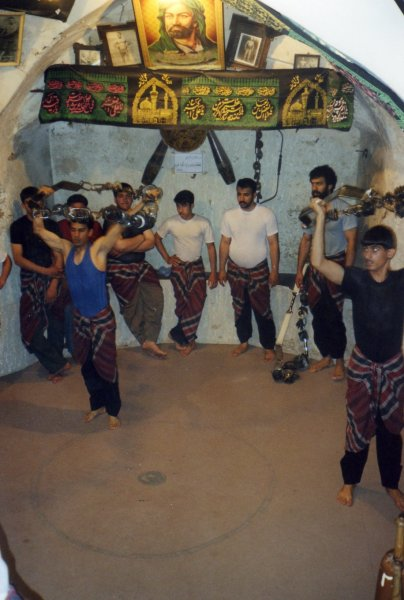
Férfiak az ősi atlétikát, a Varzes-e Pahlavani-t (آیین پهلوانی و زورخانه‌ای) gyakorolják. Ez egyesíti magában a harcművészetet, az edzést, a tornagyakorlatot és a zenét

### Kulturális intézmények

#### Kulturális világörökség
Irán írott története több ezer éves. A kulturális emlékek közül világörökséggé nyilvánította az UNESCO a következőket:
- Perszepolisz romjai (1979)
- Csogá Zanbil romjai (1979)
- A Nags-e Dzsahán tér Iszfahánban (1979)
- Taht-e Szolejmán (2003)
- Paszargadai (2004)
- Bam fellegvára és a környező kultúrtáj (2004)
- Szoltánije (2005)
- Biszotun (2006)
- Örmény kolostorok (2008)
- Sustar történelmi hidraulikus vízrendszere (2009)
- Szafi ad-Dín sejk derviskolostora és síremléke Ardabilban (2010)
- Tebriz történelmi bazáregyüttese (2010)
- A Perzsa kertek 9 helyszínen, több tartományban (2011)
- Gonbad-e Kávus 53 m magas torony síremlék (2012)
- Masjed-e Jāmé (Péntek nagymecset) Iszfahán főterén (2012)
- Golesztán-palota Teheránban (2013)
- Shahr-i Sokhta ('Leégett város') (2014)
- Mejmand önálló, félsivatagi terület kulturális tájképe (2015)
- Szúza az ókori Elám fővárosának romjai (2015)
- A Perzsa qanat vízrendszer 11 reprezentatív része (2016)

### Tudomány
Az iráni atomprogramot az 1950-es években indították. Az ország jelenlegi létesítményei közé tartozik számos kutatóreaktor, egy uránbánya, egy majdnem teljesen kész atomreaktor, és egy urán feldolgozó üzem, melynek a területén urándúsítással is foglalkoznak.
Az Iráni Űrügynökség első, Sian-1 nevű műholdját 2006-ban indította el. 2007-ben egy űrrakéta indult útjára. Célja az egyetemi hallgatók kutatási munkájának előmozdítása és a tudomány fejlesztése volt. Később kifejlesztették a Safir rakétát, melynek segítségével 2009. február 3-án Föld körüli pályára állították az Omid műholdat.

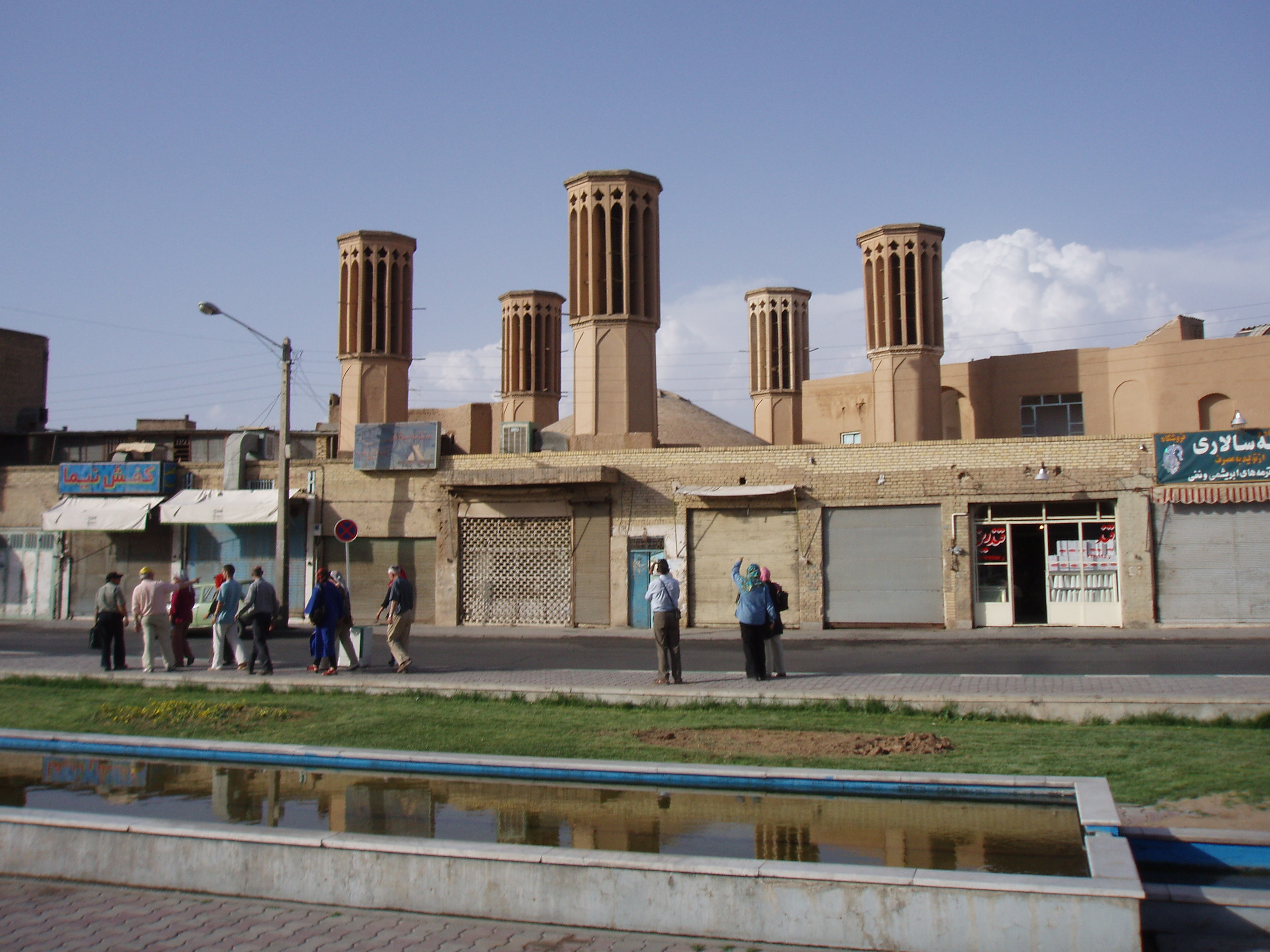
A hagyományos építészet széltornyai Jazdban. A széltornyok az épületek természetes hűtését biztosítják.

### Nemzeti szimbólumok
Nem hivatalos nemzeti szimbólumok:
- Nemzeti virágok: tulipán, Nelumbo nucifera (indiai lótusz), liliom
- Nemzeti gyümölcs: gránátalma
- Nemzeti madarak: fülemüle, falco, shahbaz (شَهباز, sasféle)
- Nemzeti állatok: oroszlán (ókori őshonos állat, jelkép), gepárd, perzsa leopárd, perzsa macska, mezopotámiai dámvad
- Nemzeti könyv: Sáhnáme
- Nemzeti művészet: Perzsa kalligráfia, a perzsa szőnyeg
- Nemzeti sport: varzesh-e pahlavani (wd) (zurkaneh gimnasztika), lovaspóló, birkózás
- Nemzeti játékok: sakk - satrandzs, ostábla, hokm (wd) (حکم)
- Nemzeti építészet: perzsa kert, széltorony, qanat
- Nemzeti hangszerek: perzsa szantúr, szetár, kamáncse, tombak

### Szokások, illemtan
A megszokott üdvözlési forma a kézfogás, amely viszonylag enyhe kézszorítást jelent és amelyet enyhe meghajlás is kísérhet. A férfiak csak akkor foghatnak kezet egy nővel, ha a nő a kezdeményező. Ha a nő nem nyújtja a kezét, akkor mosollyal kísért enyhe biccentéssel üdvözöljük. Egy gyerekkel való kézfogás a szülők megbecsülését fejezi ki.
Az iráni konzervatív muszlim kultúra sok mindenben korlátozza a nőket. A férfiak a kikezdhetetlen fejei egy családnak és a fiúkat is sokkal jobban megbecsülik, mint a lányokat. A válás nagyon ritka esemény.
Az irániakat a pontosság nem tartja izgalomban. Az időt rugalmasan fogják fel: az emberi szükségletek fontosabbak, mint egy merev órarend betartása. Nem tartják tehát illetlenségnek egy ügyfél várakoztatását sem.
A nők hagyományosan csak olyan ruhát viselnek a nyilvánosság előtt, melyből csak a kezük és az arcuk látszik ki. Ujjatlan ruhák és blúzok nem hordhatók. A nők haját sállal vagy a hagyományos fekete maqhna-ehhel kell befedni.
- Az azonos neműek közelebb állnak egymáshoz beszélgetés közben, mint a nyugatiak. Az ellenkező neműek viszont – a nemek közti távolság megtartása érdekében – gyakran nem is néznek egymás szemébe.
- Egy férfi és egy nő, akár házasok, akár nem, nyilvánosan nem érinthetik meg egymást és minden érzelemnyilvánítás tilos.
- Az "igen"-t általában bólintással fejezik ki, amit esetleg enyhe fejfordítás kísér. A "nem"-et a gyorsan felrántott fej fejezi ki.
- Ramadán idején az emberek hajnaltól napnyugtáig böjtölnek.
- A vendégeskedés az iráni élet fontos része. A vendégeknek le kell venniük a lábbelijüket, mielőtt egy iráni otthon szőnyeggel borított területére lépnek.
- Ha ajándékot vagy meghívást kapnak egy baráttól, illendő többszöri meghajlással megköszönni, mielőtt elfogadnák.
- A muszlimok nem esznek disznóhúst és az iráni törvények értelmében az alkohol fogyasztása is tilos.
- Ha egy iráni családnál étkezünk, édességet vagy virágot vigyünk ajándékba a vendéglátónak.
- Étkezésnél csak a jobb kezüket használják. Egy tárgy átadásához vagy átvételéhez is csak a jobb kéz használható.
- Nem szabad dicsérő megjegyzést tenni a lakásban található tárgyakra, mert a vendéglátó kötelességének érezheti, hogy ajándékba adja.
- Nem jó ötlet muszlim gyerekeknek játékkutyát vagy kutyát ábrázoló képet ajándékozni.
- Átvetett lábbal ülni durva illetlenség.
- Társalgáskor kerülik a beszélgetést a helyi vagy országos politikai kérdésekről. Nem szabad szóba hozni Izraelt és az USA-t.
- Megszólításnál az agha (úr) használatos a férfiakra és a khanom (asszony) használatos a nőkre. Csak a közeli barátok és a családtagok használják a másik keresztnevét a megszólításhoz.[97]

### Gasztronómia
Nemzeti ételeik a különféle kebabok, főleg a cselo-kebab. A cselo-kebab birkából készült nyársonsült. Hagyma, paradicsom, friss zöldségek és fűszernövények, gyakran tojás és különféle mártások egészítik ki a rizses, vajszeletes kompozíciót.
A frissensülteket gyakran kézzel eszik. A rizst olykor mazsolával, pisztáciával vagy sárgás sáfránnyal ízesítik és forró birkafaggyúval meglocsolják.
Kukuszabszi néven a zöldség-felfújtat illetik. A salátaféléket étvágygerjesztőként eszik. A saláta mellett még jellemző a panír nevű sós sajt és a maszt, amely joghurt.
Az édességek igazi keleti csemegék: a magyar konyhához képest túl édesek, szinte sziruposak.
A kenyérfélék: a szángáki falusi lángos, a lávás forró kavicsokon sütött hatalmas lepény, a bárbári hosszúkás kenyérfonat.
Híres az iráni kaviár.
Nemzeti italaik a tea (csáj) és a dugh (dough). A dugh hígított, sós joghurt mentafűvel ízesítve. Jellemző még a limu vegyes gyümölcsökből és az ab-limu citromból készült limonádé. A sört abedzsonak hívják, csak kevesen isszák. A sarab híres fehér bor. A Kaszpi-tenger környékén jóízű konyakot is készítenek.

## Média
Teherán az ország médiaközpontja. Itt jelenik meg több napilap: Jumhori-yi Islami, Resalat, Kayhan, Akhbar, Ettelaat és több angol nyelvű napilap is: Tehran Times, Kayhan International, Iran Daily, Iran News. 
Az ország médiáját nagyrészt az iszlám rezsim irányítja. Az újságírók zaklatásnak vannak kitéve, a független médiát üldözik, gyakoriak a letartóztatások, ahol hosszú börtönbüntetésre, sőt halálbüntetésre is számíthatnak. A Riporterek Határok Nélkül szervezet alapján Irán a világ egyik legelnyomóbb országa az újságírókkal szemben.
Minden iráni földről sugárzott műsort az állam ellenőriz, és ezek a hivatalos ideológiát közvetítik. Súlyos állami cenzúra jellemző az országban, ahol az internet és a szabad sajtót jelentő blogok is támadás alatt állnak.
2022 nyarán 78 millió internethasználó volt, ami a lakosság 91%-át jelenti. A hatóságok rendszeresen blokkolják vagy szűrik az általuk kifogásolhatónak tartott webhelyeket. Többek közt a Facebook és a Twitter is le van tiltva az átlagpolgárok számára.
A parabolaantennák be vannak tiltva, és az országon kívülről érkező perzsa nyelvű adások rendszeresen elakadnak. A rendőrség időnként razziát tart magánházakban, és lefoglalja a megtalált parabolaantennát. Az iráni hatóságok megfélemlítik az országon kívüli perzsa nyelvű médiának dolgozó újságírókat is, részben úgy, hogy megfenyegetik az Iránban élő hozzátartozóikat.

### Egyéb, telekommunikációra vonatkozó adatok
| Hívójel prefix | EP-EQ, 9B-9D |
| ITU zóna       | 40           |
| CQ zóna        | 21           |

## Turizmus
Javasolt oltások Iránba utazóknak:
- Hastífusz

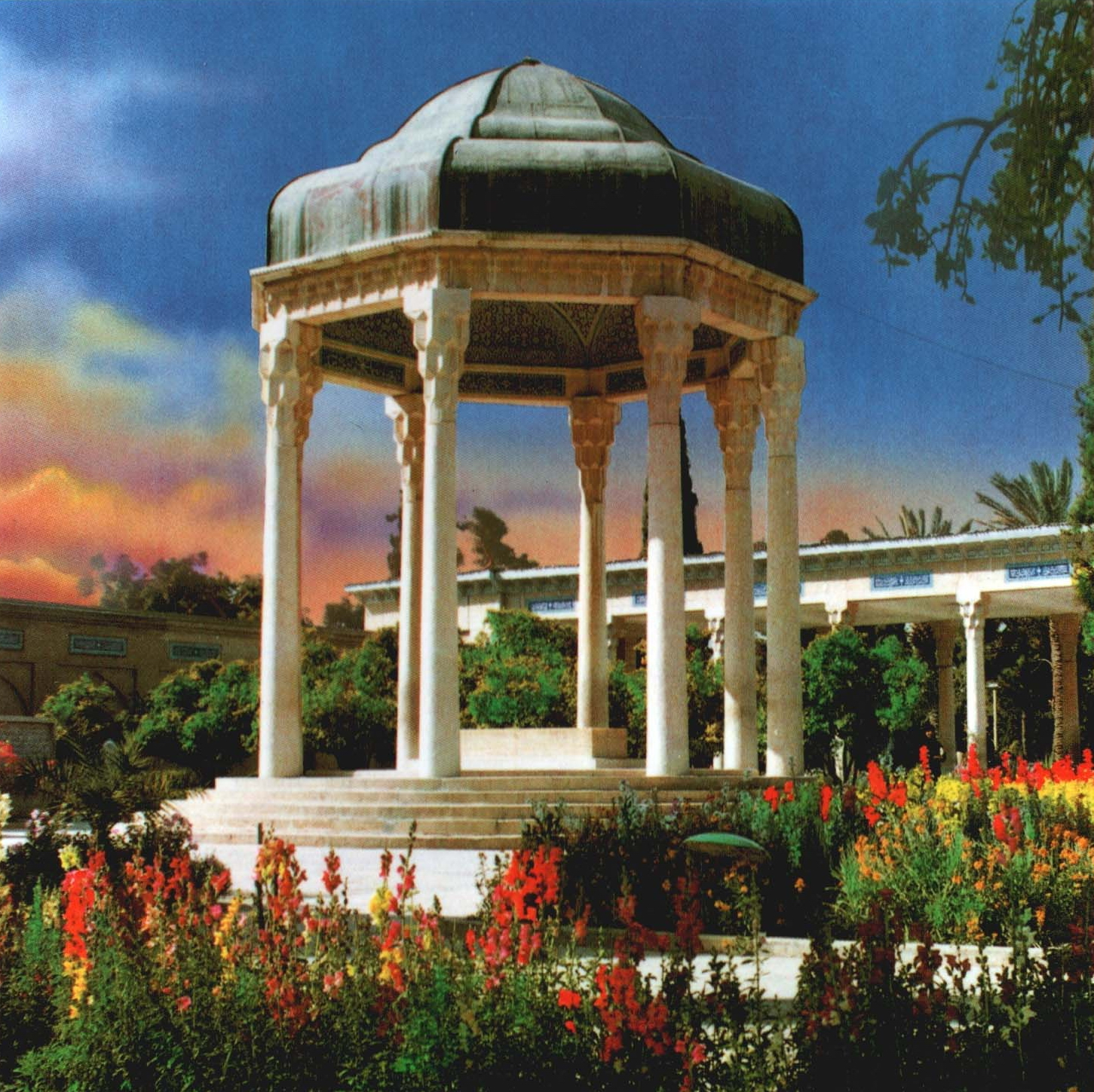
Siráz, Háfiz mauzóleum

- Hepatitis A (magas a fertőzésveszély)
- Hepatitis B (közepes a fertőzésveszély)
- Veszettség

Malária ellen gyógyszer van. (Nyugati és Déli határvidékeken nagy a kockázata a fertőzésnek).
Kötelező oltás, ha fertőzött országból érkezik/országon át utazik valaki:
- Sárgaláz

### Közbiztonság
Az iszlám erőteljes hatása Iránt Ázsia egyik legbiztonságosabb országává teszi a külföldiek számára. Bár előfordulhat, hogy egy külföldit politikai vizsgálati fogságba vetnek, minden esetre jóval ritkábban mint a múltban. Nem javasolt viszont az ország keleti határvidékének meglátogatása és a szárazföldi határátlépés Pakisztánba vagy Afganisztánba. Ugyanígy kockázatos lehet az iraki határ közelébe való utazás.

## Sport

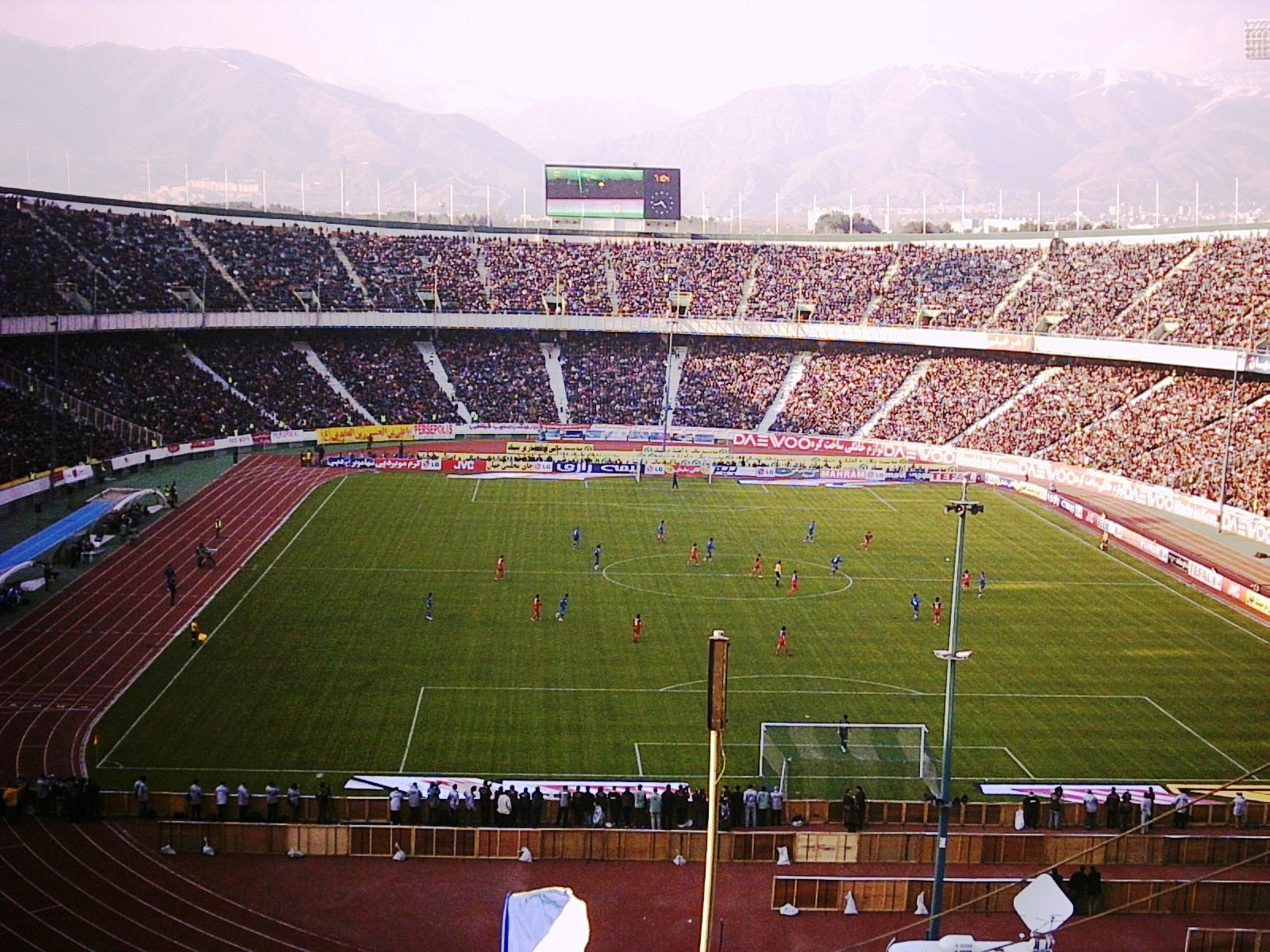
Azadi-stadion

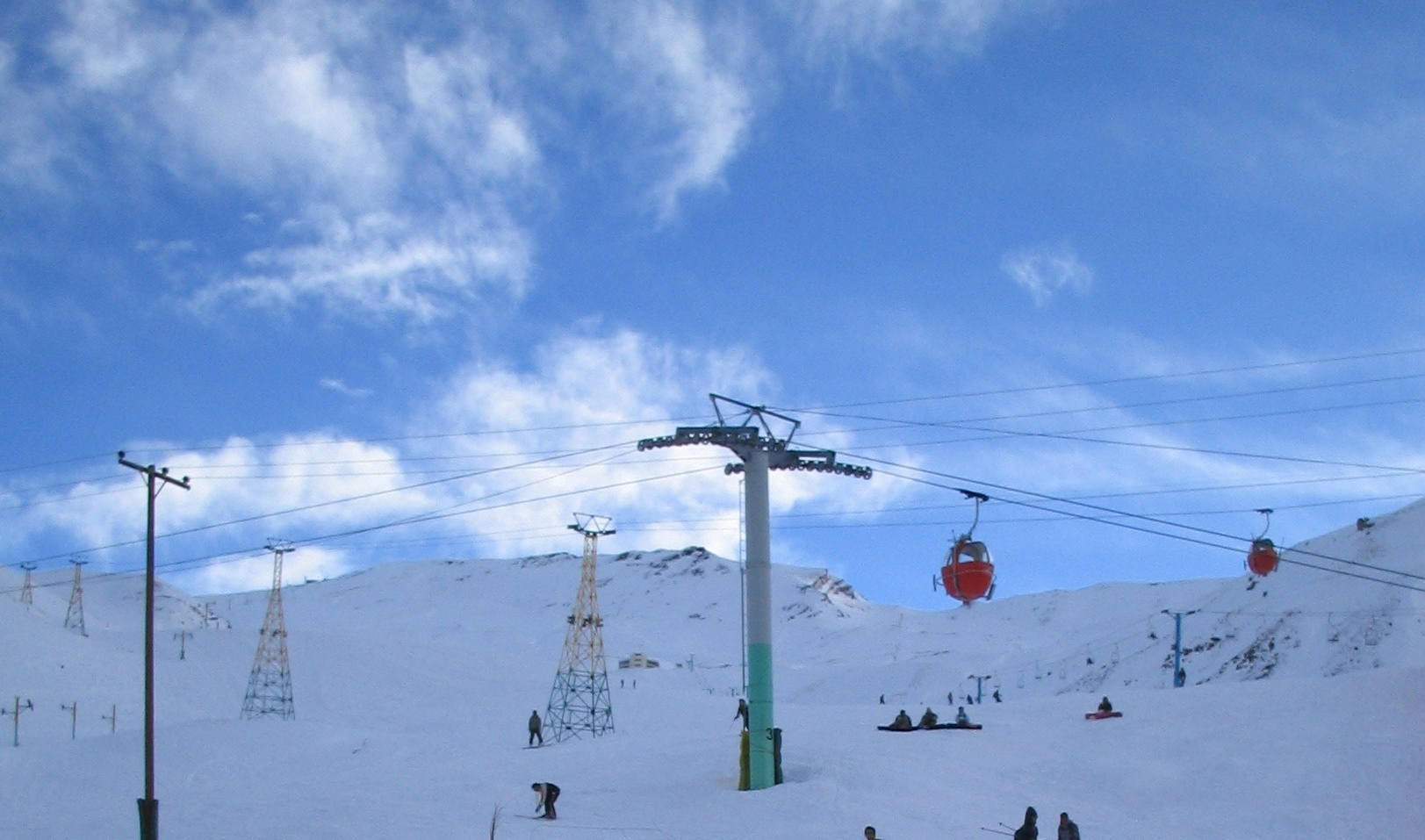
Sípálya az Alborz-hegységben

### Olimpia
Az ország eddig 19 aranyérmet szerzett a játékok során. A legeredményesebb sportág a birkózás.
- Bővebben: Irán az olimpiai játékokon

### Labdarúgás
Az Iráni labdarúgó-válogatott térségi játékokon sokszor állt dobogón.
- Bővebben: Iráni labdarúgó-válogatott

## Ünnepnapok
A perzsa naptár alapján:
| dátum                 | név                              | helyi név                                      | megjegyzés        |
| --------------------- | -------------------------------- | ---------------------------------------------- | ----------------- |
| Farvardin 1-4 (Márc.) | Nowruz                           | نوروز - Nowruz                                 | perzsa újév       |
| Farvardin 12          | Az Iszlám Köztársaság napja      | روز جمهوری اسلامی - Ruz e Jomhuri ye Eslāmi    |                   |
| Farvardin 13          | Sizdah Bedar                     | سیزده‌بدر                                       |                   |
| Khordad 14            | Khomeini halálának emléknapja    | رحلت آیت‌الله خمینی - Rehlat e Xomeyni          |                   |
| Khordad 15            | 1963-as forradalom               | قیام ۱۵ خرداد - Qiām e Pānzdah e Xordād        | 1963. jún. 5.     |
| Bahman 22             | Az iszlám forradalom évfordulója | انقلاب اسلامی پنجاه و هفت - Enqelāb e Eslāmi   | Iszlám forradalom |
| Esfand 29             | Az olajipar államosítása         | ملی شدن صنعت نفت - Melli Šodan e Saneat e Naft |                   |

Az iszlám naptár alapján:
| dátum                | név                                                            |
| -------------------- | -------------------------------------------------------------- |
| Muharram 9           | Tasua                                                          |
| Muharram 10          | Ásúrá                                                          |
| Safar 20             | Arbaeen                                                        |
| Safar 28             | Muhammad próféta és Imám Haszan halálának emléknapja (Mujtaba) |
| Safar 29 or 30       | Imam Reza mártíromsága                                         |
| Rabi'-ul-Awwal 17    | Muhammad és Imam Dzsafar születésnapja                         |
| Jamaad-ath-Thaanee 3 | Fatima mártíromsága                                            |
| Rajab 13             | Imam Ali születésnapja                                         |
| Rajab 27             | Muhammad küldetése                                             |
| Sha'aban 15          | Imam Mahdi születésnapja                                       |
| Ramadhan 21          | Imam Ali mártíromsága                                          |
| Shawwal 1            | Eid ul-Fitr (a ramadán vége)                                   |
| Shawwal 25           | Imam Dzsafar mártíromsága                                      |
| Dh-ul-Hajja 10       | Eid ul-Adha (Ghurban)                                          |
| Dh-ul-Hajja 18       | Eid al-Ghadeer                                                 |

### Nemzeti fesztiválok
- Noruz (Perzsa újév), a legfontosabb ünnep,
- Tiregān (Tirgan, جشن تیرگان) - nyári napforduló,
- Mihragān (جشن مهر) - őszi fesztivál,
- Shab-e Yaldā  (شب یلدا)- téli napforduló,
- Szadé (Jashn-e Sadé جشن سده) - 50 nappal a perzsa újév előtt,
- Csahārsanbeh Szuri (چهارشنبه‌سوری) - utolsó szerda a perzsa újév előtt